# Janvier 2009 en France
Chronologie de la France
- 2005
- 2006
- 2007
- 2008
- 2009
- 2010
- 2011
- 2012
- 2013

Janvier - Février - Mars - Avril - Mai - Juin - Juillet - Août - Septembre - Octobre - Novembre - Décembre 2008
Janvier - Février - Mars - Avril - Mai - Juin - Juillet - Août - Septembre - Octobre - Novembre - Décembre 2009
2007 - 2008 - 2009 dans les DOM-TOM français - 2010 - 2011
2007 par pays en Europe - 2008 par pays en Europe - 2009 par pays en Europe - 2010 par pays en Europe - 2011 par pays en Europe 

## Chronologie des évènements

### Jeudi1erjanvier 2009
Politique
- Le président Nicolas Sarkozy souhaite que les juridictions pénales puissent « interdire à un mineur condamné pour des faits d'incendie de véhicule de passer un permis de conduire pour des véhicules deux ou quatre roues aussi longtemps que la victime des faits ou le fonds de garantie n'a pas été indemnisé en totalité [...] Il n'y a aucune raison que ce soit les honnêtes gens qui aient à payer les conséquences des comportements de délinquants ».
- Nouveautés au 1er janvier :
  - Plafond de la Sécurité sociale, utilisé pour le calcul de certaines cotisations sociales passe à 2 859 euros par mois (+ 3,1 %) ;
  - Prolongation au choix de l'activité des salariés du privé après 65 ans ;
  - Indemnisation du chômage partiel passant de 50 à 60 % du salaire horaire brut ;
  - Revalorisation de 3,0 % des prestations familiales (allocations familiales, prestation d'accueil du jeune enfant, complément familial, majoration d'aide à la famille pour l'emploi d'une assistante maternelle, allocation d'éducation de l'enfant handicapé, de parent isolé) ;
  - Revalorisation de 2,95 % des aides au logement (allocations de logement, aide personnalisée au logement, forfait charges) ;
  - Entrée en vigueur du « mandat de protection future ».

Faits divers
- Une vague de froid touche la partie nord du pays jusqu'au 10 janvier
- 1147 véhicules ont été incendiés au cours de la nuit de la Saint-Sylvestre, contre 878 l'année précédente, selon le bilan de 18h00, soit une augmentation de 30,64 %. 288 personnes ont été interpellées contre 259 l'année précédente. 4 fonctionnaires de police ont été blessés et il y a eu des affrontements sporadiques dans certains quartiers sensibles.

### Vendredi2 janvier 2009
Économie
- Le président de la SNCF annonce que 8 000 personnes allaient être embauchées en 2009. Dans le cadre du plan de relance de l'économie, 400 millions seront investis en supplément en 2009 et 300 millions en 2010.

Culture
- La Française Isabelle Huppert est désignée pour présider le jury du 62e festival de Cannes du 13 au 24 mai.
- Décès de Laurence Pernoud (90 ans), auteur des best-seller J'attends un enfant et J'élève mon enfant. Publiés dans 70 pays, ils ont donné lieu à 40 traductions.

Société
- Selon l'Institut national de la statistique, la France compte désormais 63 185 925 habitants, chiffre établi sur la base de la nouvelle méthode de recensement par échantillons. Dans les précédentes évaluations de l'Insee, la population française s'élevait à 63,4 millions d'habitants au 1er janvier 2007 et à 63,8 millions au 1er janvier 2008. Le dernier recensement général de la population avait eu lieu en 1999 et avait donné une population 60 185 831 habitants.
- Dans le cadre de l'affaire des travailleurs agricoles étrangers employés dans les domaines agricoles du sud-est, la Haute autorité de lutte contre les discriminations et pour l'égalité, saisie de ce dossier en mars 2007 par le Collectif de défense des travailleurs étrangers dans l'agriculture (Codetras) reconnaît « un détournement de l'objet des contrats saisonniers » donnant lieu à « une différence de traitement », qualifie ces employés de « travailleurs sans droits », recommande « la requalification des contrats desdits travailleurs étrangers saisonniers en contrats à durée indéterminée » (CDI), leur « indemnisation au regard du préjudice subi » et préconise « le réexamen » de leur situation « en vue de la délivrance d'un titre de séjour ».

Faits divers
- La ministre de la Justice, Rachida Dati (43 ans), accouche d'une petite fille, dans une clinique de l'ouest de Paris.
- De graves affrontements ont mis aux prises une trentaine de membres de deux bandes des Xe et XIe arrondissements de Paris et au cours desquels les policiers ont reçu des projectiles à proximité du gymnase Maurice-Berlémont (XIe) dans un « conflit lié au contrôle d'un territoire ». Seize personnes dont huit mineurs pour la plupart connus des services de police, ont été interpellés, grâce à des témoignages de riverains, et placés en garde à vue. Une information judiciaire a été ouverte pour « participation armée à un attroupement »[1].

### Dimanche4 janvier 2009
Politique
- Jean-Claude Mallet (53 ans) est le nouveau président de l'Autorité de régulation des communications électroniques et des postes (ARCEP) en remplacement de Paul Champsaur dont le mandat arrivait à échéance.

### Lundi5 janvier 2009
Politique
- Le président du Modem François Bayrou, estime que le service public audiovisuel allait être soumis à une « double dépendance », « politique », parce que le président de France Télévisions « sera directement nommé » par le président de la République et « financière » « parce qu'il va tous les ans quémander son budget ». Les chaînes publiques devront « faire la quête, montrer patte blanche auprès du pouvoir en place », créant « une dépendance de plus, ce qui est souhaité ». On « peut tout à fait imaginer la disparition de la publicité à condition que les chaînes publiques aient la garantie de leur financement. Or ce n'est pas le cas aujourd'hui ».
- Deux journalistes politiques, Françoise Fressoz, cheffe du service Europe-France du Monde et Marie-Ève Malouines, cheffe du service politique de France Info, refusent la Légion d'honneur, après avoir découvert leur nom sur la promotion du Nouvel an, sans en avoir été informées au préalable.

Économie
- En 2008, 2 059 289 voitures ont été vendues en France, soit une légère baisse de 0,7 % par rapport à 2007. Le marché français a plutôt bien résisté par rapport à ses voisins grâce au bonus-malus écologique.

Société
- Selon l'étude pour l'année 2007 de la DGCCRF, les limites maximales en résidus de pesticides ont été dépassées dans 7,6 % des cas de produits analysés, contre 6 % en 2006. Ces chiffres « montrent clairement une augmentation, parfois forte, de la contamination des fruits, légumes et céréales par les résidus de pesticides […] Ce constat nous montre que notre agriculture dépend toujours trop de l'utilisation massive de pesticides, dont on sait qu'ils sont souvent dangereux pour l'homme et son environnement ». Cependant aucune non-conformité n'a été décelée sur « les produits transformés, les produits d'alimentation pour animaux, les produits d'alimentation infantile, les thés, infusions, café et les épices »[2].
- La consommation française d'électricité a atteint un record historique à 18 h 45, à 89 480 mégawatts, en raison de la vague de froid qui touche le pays.
- Pour les céréales et les produits céréaliers, le taux de non-conformité est de 8,2 % en 2007 contre 0,4 % en 2006, ajoute l'ONG.
- France 2 diffuse dans son journal de la mi-journée une vidéo amateur montrant des blessés et des scènes de panique et censée illustrer l'offensive israélienne en cours à Gaza. Ces images dataient en fait de 2005 et avaient été réalisées après une explosion accidentelle. Selon la Licra, « ce n'est pas la première fois que France Télévisions commet ce genre d'erreur qui a tendance à devenir une habitude ».
- Entrée en vigueur de la loi sur l'audiovisuel public supprimant la publicité entre 20 heures et 6 heures sur les chaînes de France Télévisions.

Faits divers
- Le FLNC-Union des combattants, l'une des principales organisations indépendantistes clandestines en Corse, revendique les 14 attentats et « opérations commandos » commis au cours des six derniers mois. Elle appelle « à combattre et à abattre » l'exécutif de la collectivité territoriale corse.
- Le premier ministre François Fillon envisage de faire transférer la crâne du philosophe René Descartes conservé à Paris, au Musée de l'Homme vers le Prytanée militaire de La Flèche où Descartes (1596-1650) travailla pendant quelques années et qui abrite une partie de sa bibliothèque. La dépouille de Descartes, mort en Suède, est arrivée en France au XIXe siècle, l'église Saint-Germain-des-Prés, à Paris, accueille ses autres restes.
- Une cinquantaine de TGV sont retardés à cause des intempéries.
- Dans la soirée, « une voiture-bélier enflammée » a « été lancée contre le portail d'une synagogue » du quartier périphérique de Bagatelle à Toulouse, près de laquelle a été découvert un autre véhicule contenant trois cocktails Molotov. Raphaël Haddad, président de l'UEJF, estime qu'il « est terrifiant de voir des individus importer le conflit en cours au Proche-Orient en s'attaquant aux Juifs […] Nous ne voulons pas revivre le même cauchemar qu'en 2001 ». À la suite de l'enquête, trois personnes dont deux mineurs sont arrêtés le 19 janvier.
- Cinq collégiens du collège Léon Blum, âgés de 13 à 15 ans, agressent physiquement une jeune élève de 14 ans à Villiers-le-Bel (Val-d'Oise) — ils lui ont donné des coups, l'ont frappé aux jambes, lui ont enlevé son manteau, lui ont fait manger de la neige et l'ont insulté en proférant des insultes antisémites. D'origine juive, son agression serait en lien avec le conflit israélo-palestinien[3].

### Mardi6 janvier 2009
Politique
- Le chef de file des députés socialistes Jean-Marc Ayrault accuse le gouvernement de vouloir « mater » l'opposition en limitant la durée des débats parlementaires et les amendements, dans le cadre de la réforme du travail législatif : « Ce que veut le gouvernement, c'est faire taire l'opposition [...] Nous sommes absolument contre parce que c'est l'occasion pour le gouvernement de mater l'opposition [...] Dans une grande démocratie, s'il n'y pas une opposition forte il y a un déséquilibre qui s'installe ».
- L'ancien premier ministre socialiste Laurent Fabius qualifie Nicolas Sarkozy d'« égoprésident » et n'exclut pas de « profondes radicalisations » en raison de la crise, estimant que le plan de relance doit être « complété et réorienté » : « J'avais été le premier à utiliser le terme d'"omniprésident" pour décrire sa façon de concentrer tous les pouvoirs. On peut maintenant parler d'egoprésident [...] chaque président a porté une grande idée : De Gaulle une certaine idée de la France, Pompidou le développement industriel, Giscard la modernisation de la société, Mitterrand la construction européenne, Chirac l'équilibre de la République. Pour Nicolas Sarkozy, sa grande idée semble être... lui-même [...] Le climat est mauvais et inquiétant. La crise est profonde. Les gens sont déboussolés, je n'ai jamais connu une situation comme celle-ci [...] Il est possible que ce désarroi et ce mécontentement aboutissent à des profondes radicalisations. Pas maintenant parce qu'il fait froid et que les Français sont assommés par les difficultés, mais un peu plus tard ».

Société
- La consommation française d'électricité a atteint, pour la deuxième journée consécutive, un record historique à 19h00, à 91 500 mégawatts, en raison de la vague de froid qui touche le pays.
- Selon le baromètre Century 21, portant sur près de 40 000 transactions réalisées par les 930 agences du réseau, la baisse du marché immobilier en France atteint 7,5 % au second semestre 2008 par rapport au premier.
- La mairie de Paris annonce que la capitale a accueilli 840 tournages en 2008 (tous genres confondus), soit une progression en volume d’environ 10 % sur un an. 110 longs métrages ont notamment été tournés dans les rues de la capitale en 2008, ce qui représente 1 085 jours de tournages. 128 fictions TV dont 83 séries et 45 téléfilms ont également eu pour cadre Paris.
- GDF Suez annonce que les livraisons de gaz naturel du géant gazier russe Gazprom ont baissé aujourd'hui « de plus de 70 % en France » par rapport à la normale. Le gaz russe représente environ 15 % des approvisionnements du groupe GDF Suez en Europe.

Faits divers
- La ministre de l'Intérieur Michèle Alliot-Marie dénonce l'incendie d'une voiture lancée contre la grille d'une synagogue de Toulouse, espérant que soient retrouvés rapidement les « auteurs de cet acte débile et révoltant [qu'elle] condamne très fortement ». La veille au soir, elle a reçu au ministère les responsables des principales institutions représentatives des communautés juive et musulmane de France pour leur exprimer sa volonté de ne pas transférer sur le sol français les derniers développements du conflit israélo-palestinien et calmer les esprits.
- L'ancien ministre Jack Lang est condamné par le TGI de Paris à verser 34 000 euros à l'éditeur Bernard Pascuito, qui l'avait assigné pour rupture de contrat après que Jack Lang s'est opposé en 2006 à la publication d'un livre qu'ils avaient coécrit[4].
- La société de production chargée des spectacles de l'humoriste Dieudonné annonce la déprogrammation des trois spectacles de février et mars, à la suite de l'invitation sur la scène du Zénith de Paris de l'historien négationniste Robert Faurisson pour lui remettre le « prix de l'infréquentabilité et de l'insolence ».

### Mercredi7 janvier 2009
Politique
- Le Conseil des ministres donne son feu vert au projet de loi « Grenelle II », qui doit traduire dans les faits les décisions du Grenelle de l'environnement. Le texte de 104 articles baptisé « Engagement national pour l'environnement » encadre notamment
  - La limitation de la consommation des constructions de logements neufs à 50 kWh/m2 en 2012, car le bâtiment représente « plus de 50 % de la consommation d'énergie en France » et « 25 % des rejets de CO2 ».
  - La « trame verte et bleue » qui doit permettre la circulation de la faune sauvage sur tout le territoire français.
  - La création d'un nouveau label agricole baptisé « haute valeur environnementale » pour les productions respectant l'environnement et d'un écolabel pour les produits de la pêche qui font l'objet d'une gestion durable. La publicité pour les produits phytosanitaires en direction des jardiniers particuliers sera aussi interdite.
  - Le projet rend également obligatoire l'affichage du « prix carbone » des produits de grande consommation à partir de 2011 et imposera aux grandes entreprises un bilan de leurs émissions de gaz à effet de serre.
- Lors de la rentrée solennelle de la Cour de cassation, le président Nicolas Sarkozy envisage de supprimer le juge d'instruction pour confier l'ensemble des enquêtes judiciaires au parquet, sous le contrôle d'un magistrat du siège, appelé juge de l'instruction : « Il est temps que le juge d'instruction cède la place à un juge de l'instruction qui contrôlera le déroulement des enquêtes mais ne les dirigera plus ». Ce changement sémantique marque un bouleversement de la procédure pénale française, dont le juge d'instruction reste le symbole. En contrepartie de la suppression du juge d'instruction, la procédure pénale devrait donner une plus grande place aux droits de la défense, permettant à l'avocat d'avoir accès au dossier au début de l'enquête[5],[6],[7]. Parmi ses autres souhaits :
  - Les décisions de placement en détention provisoire pourraient être confiées à « une audience collégiale publique » et non plus à l'actuel juge des libertés et de la détention.
  - La suppression du secret de l'instruction « une fable à laquelle plus personne ne croit » pour le remplacer par un « secret de l'enquête avec comme seule limite de renforcer la communication du parquet afin de [...] démentir les informations fausses destinées à nuire à tel ou tel ».
- Une centaine d'avocats et de greffiers, dont de nombreuses personnalités, ont manifesté sur les marches du palais de justice de Paris pour dénoncer la suppression de la fonction de juge d'instruction annoncée par le président Nicolas Sarkozy. Selon l'avocat Léon-Lef Forster : « Que les magistrats instructeurs soient supprimés entraînerait une situation arbitraire inquiétante [...] nous assistons déjà dans les enquêtes préliminaires, les citations directes, les comparutions immédiates à des enquêtes non contradictoires qui ne préservent pas les droits de la défense et qui ne sont pas toujours efficaces dans la recherche de la vérité ».
- Le président du Nouveau Centre Hervé Morin (ministre de la Défense), apporte son soutien au projet de suppression du juge d'instruction : « On a besoin d‘évoluer vers un système avec un juge de l’instruction, qui soit à charge et à décharge, un point de rencontre de positions différentes, qu’il prenne de la hauteur, dans la sérénité ».
- Le ministre de l'écologie, de l'énergie, du développement durable et de l'aménagement du territoire, Jean-Louis Borloo, lance un appel d'offres pour la construction de centrales électriques alimentées à partir de biomasse et cognénération. Sont concernés les établissements industriels et agricoles, mais aussi les collectivités locales. Les projets retenus « pourront bénéficier d'un tarif préférentiel d'achat d'électricité ». L'objectif est de mettre en service, d'ici à 2012, de nouvelles installations d'une puissance cumulée de 250 mégawatts.

Société
- Le pays a connu sa nuit « la plus glaciale » depuis 1997 avec des températures descendues entre −9 °C à Paris et −20 °C dans les Ardennes, selon Météo-France. Le temps devrait rester froid jusqu'à la fin de la semaine et prévoit encore huit à dix jours de temps glacial du fait d'une masse d'air froid stable venant de Scandinavie et de Sibérie. La consommation de courant a atteint à 19h un pic record de 92 400 mégawatts.
- Lancement de la 20e opération des Pièces jaunes destinée à «améliorer la vie des enfants et adolescents hospitalisés », parrainée par le champion olympique de judo David Douillet et la chanteuse Lorie, et dirigée par Bernadette Chirac. En 2008, l'opération a rapporté quelque 4 millions d'euros contre 5,6 millions en 2007.
- Selon le réseau Sentinelles-Inserm, l'épidémie de gastro-entérite a déjà touché 1,1 million de personnes en 5 semaines en France métropolitaine.
- Selon le premier rapport sur les prisons du contrôleur général des lieux privatifs de liberté, Jean-Marie Delarue fait état de parcours d'exécution des peines sans contenu, des cours de promenade livrées à la violence des détenus, de défauts d'encadrement dans la détention et d'une prise en charge sociale défaillante de la plupart des détenus[8].
- À la suite de la diffusion par France 2 dans son journal de la mi-journée d'une vidéo amateur montrant des blessés et des scènes de panique et censée illustrer l'offensive israélienne en cours à Gaza alors qu'elle dataient en fait de 2005 et avaient été réalisées après une explosion accidentelle, la Licra estime que « les simples excuses présentées par la journaliste Élise Lucet au journal de 13H00 du mardi 6 janvier ne sauraient suffire en elles-mêmes car le mal est fait et bien fait dans un contexte tendu où les atteintes aux biens et personnes juives se multiplient dans notre pays »[9].

### Jeudi8 janvier 2009
Politique
- Le président Nicolas Sarkozy, en couverture du colloque de Paris sur le capitalisme, déclare : « L'anticapitalisme est une impasse [...] un système amoral où la logique des marchés excuse tout, où l'argent va à l'argent [...] la crise du capitalisme financier n'est pas la crise du capitalisme [...] c'est la politique de la table rase [...] La crise du capitalisme financier n'appelle pas à la destruction du capitalisme, qui serait une catastrophe, mais à sa moralisation [...] On doit moraliser le capitalisme et non pas le détruire ».
- Le président du Front national, Jean-Marie Le Pen dénonce « les apprentis sorciers de l'économie » responsables de la crise financière : Auréolés d'une gloire factice, éblouis par des idées qu'ils croyaient modernes, ils ont détruit les nations, les États constitués [...] les services publics, tous livrés aux lois de la marchandisation universelle [...] Les voilà tous, avec l'ardeur des néophytes, des nouveaux convertis, défenseurs des nations protectrices, des intérêts de la communauté nationale, adeptes du contrôle et des réglementations, eux qui ne juraient hier que par le "laissez faire, laissez aller" ». Évoquant le président de la République, qu'il a traité de « fondé de pouvoir des grands du CAC 40 », il a dit « ce n'est pas Nicolas Sarkozy, c'est Nicolas Fouquet! », du nom du surintendant des finances de Louis XIV soupçonné de malversations financières par le roi, condamné et jeté en prison.

Société
- Le premier ministre François Fillon, annonce que l'État participera pour 150 millions d'euros aux investissements prévus dans le cadre du plan de relance de l'économie, destiné notamment au RER A, dans l'accélération du renouvellement des matériels roulants et des travaux d'extension engagés au titre des contrats de plan État-région.
- Selon le PDG d'EDF, Pierre Gadonneix, une baisse de 1 °C de la température entraîne une augmentation de la consommation d'électricité d'environ 2 100 MW. Avec ce niveau de consommation, les capacités de production sont au maximum et une « pénurie locale ou nationale » pourrait subvenir « si la consommation dépassait les capacités d'acheminement » du « réseau de lignes à haute tension » en particulier « le problème se pose surtout pour la Bretagne et la PACA, où les capacités de production locale ne couvrent que marginalement les besoins »[10]. Il annonce qu'EDF a engagé une relance des investissements il y a trois ans, qui allait être accélérée en 2009 « pour mettre en place de nouveaux moyens de production parce que c'est nécessaire pour assurer la sécurité de l'approvisionnement des Français ».
- L'Armée commande 22 hélicoptères NH90 supplémentaires destinés à l'armée de terre pour un montant d'environ 600 millions d'euros après de la NAHEMA (NATO Helicopter Management Agency), une agence de l'Otan chargée de ce programme.
- Mort du pâtissier Gaston Lenôtre (88 ans), qui avait renouvelé l'art de la pâtisserie et a bâti un véritable empire de la gourmandise. Il est décédé des suites d'une longue maladie dans sa maison de Sologne.

Faits divers
- Selon le procureur de la République de Saint-Brieuc, le naufrage il y a un an de la P'tite Julie, un chalutier de 24 mètres, avait fait naufrage le 7 janvier 2008 vers 05h00 au large de l'île Vierge (Finistère) après avoir quitté son port d'attache, Erquy (Côtes-d'Armor), la veille vers 19H00 et qui s'était soldé par la mort de six marins, est dû à une erreur humaine et l'action judiciaire est close. Le naufrage, dont un seul marin est rescapé, relèverait de fait d'une erreur humaine[11].
- L'acteur Samy Naceri, en liberté conditionnelle au moment des faits, est placé en garde à vue pour une « tentative d'homicide ». Il est soupçonné d'avoir donné un coup de couteau à la gorge à un ami de son ancienne compagne.

### Vendredi9 janvier 2009
Économie
- L'usine Peugeot de Sochaux arrête la ligne de production de l'équipe de nuit ce qui entraînera le renvoi de près de 800 intérimaires d'ici à la fin du premier semestre. Les quelque 1 300 salariés de l'équipe de nuit conserveront leur emploi mais ils perdront une partie de leur rémunération car ils retourneront en équipe de jour.

Société
- La Cour de cassation rejette un pourvoi du groupe de pneumatiques Michelin, rendant définitive sa condamnation à verser plus de 163 000 euros de dommages et intérêts à la veuve d'une victime de l'amiante.
- La ministre du Logement Christine Boutin déclare vouloir demander le recensement du nombre de personnes sans domicile fixe (SDF) en France. Selon la dernière étude INSEE menée en 2001, il y aurait 86 000 personnes sans abri, mais certaines organisations caritatives avancent des chiffres deux à trois fois plus élevés.
- Selon le ministère de la Culture, l'année 2008 a été celle de tous les records et est exceptionnelle. Malgré la crise, le public n'a jamais autant fréquenté les salles de cinéma, de théâtre et de concerts, les festivals et les musées qui tous affichent des chiffres record. L'année 2008 est excellente, voire exceptionnelle, avec une fréquentation à la hausse dans la plupart des secteurs, sans oublier les bibliothèques.

Faits divers
- La mathématicienne Michèle Audin, professeur de mathématiques à l'université de Strasbourg et récompensée au titre de ses recherches, refuse la légion d'honneur au motif que sa famille n'a jamais pu obtenir la moindre lumière sur la disparition de son père, le mathématicien Maurice Audin, à Alger en 1957, malgré plusieurs demandes, la dernière adressée au président Nicolas Sarkozy.

### Samedi10 janvier 2009
Politique
- Ségolène Royal comprend Rachida Dati lorsqu'elle revient au Ministère de la Justice, cinq jours après son accouchement : « Se remettre debout cinq jours seulement après avoir subi une césarienne, c'est trop rapide, sans doute. Mais à fonction exceptionnelle, comportement exceptionnel [...] Qu'on laisse donc tranquille Rachida Dati ! Cet acharnement contre elle est indécent et injuste [...] Quel choix a-t-on lorsqu'on est Garde des Sceaux et que le président de la République décide d'annoncer une importante réforme de la Justice un mercredi alors qu'on a accouché le vendredi précédent [...] Pourquoi Nicolas Sarkozy n'a-t-il pas laissé à sa ministre le soin d'annoncer la suppression des juges d'instruction ? Où était l'urgence ? Le faire ainsi, à sa place, relève de la provocation. C'est une façon de la gommer de l'espace politique et comprend que Rachida Dati se soit sentie obligée d'être présente aux côtés du chef de l'État lors de la rentrée solennelle de la Cour de cassation [...] Si j'osais plaisanter, je conseillerais au père de l'enfant de prendre un congé paternité : ce Royal cadeau que j'ai fait à tous les pères lorsque j'étais ministre de la famille ».'
- Au total, 123 000 personnes, selon le ministère de l'Intérieur, ont défilé dans les grandes villes du pays pour dénoncer l'offensive militaire israélienne contre le Hamas dans la Bande de Gaza. Des incidents violents ont éclaté à Nice lors de la manifestation de 2 500 personnes. 7 policiers ont été blessés et 11 manifestants ont été arrêtés.

Faits divers
- Mort de Georges Cravenne (94 ans) à Paris. Il fut le créateur de l'Académie des arts et techniques du cinéma et des César du cinéma. Il avait aussi mis en scène les premiers Molière du théâtre, puis les 7 d'or de la télévision.

### Dimanche11 janvier 2009
Politique
- Le ministre de la Relance Patrick Devedjian justifie la priorité donné par le gouvernement à l'investissement plutôt qu'à la consommation : « En Grande-Bretagne et aux États-Unis la consommation s'est effondrée [...] chez nous elle est restée remarquablement stable [...] le fameux paquet fiscal tant contesté par l'opposition a permis de doper la croissance et de soutenir la consommation, ce qui fait que nous traversons l'année 2008 mieux que d'autres ou moins mal [...] quand vous centrez votre plan sur la consommation vous donnez satisfaction à la consommation mais c'est volatil et ça ne reste pas, ça dope les importations [...] ça ne crée même pas d'emplois en France [...] quand vous créez de l'investissement vous créez de l'emploi en France, vous créez de l'activité, vous donnez du travail aux Français [...] ce travail donne des salaires et ces salaires jouent sur la consommation ».
- Le député socialiste Arnaud Montebourg, secrétaire national du PS à la rénovation, accuse Nicolas Sarkozy de « césarisme » : Il cherche à « contrôler tous les pouvoirs [...] Nous ne sommes pas du tout d'accord avec cette dérive [...], ce césarisme c'est-à-dire la concentration dangereuse des pouvoirs [...] M. Sarkozy n'est ni Napoléon Bonaparte ni Jules César car au moins voilà deux hommes qui avaient du génie et qui ont bâti un empire. Monsieur Sarkozy, le seul empire qui le passionne c'est lui-même [...] L'ego du président gouverne les choix politiques de la France, nous en sommes là malheureusement » et dénonce « l'accumulation de réformes injustifiées motivée par le désir de construire les conditions de sa propre réélection ».
- Selon le président du Conseil représentatif des institutions juives de France, Richard Prasquier : « le niveau de violence dans les comportements est considérable [...] Il y a dans une partie de la communauté musulmane de France un niveau d'hostilité vis-à-vis des juifs qu'il faut absolument canaliser [...] En défendant le droit d'Israël à répliquer aux attaques incessantes du Hamas, je défends le droit à la paix, contrairement à ceux qui manifestent croyant défendre les Palestiniens alors qu'ils défendent le Hamas qui est un mouvement terroriste [...] Les Arabes s'identifient au Hamas dans les récentes manifestations. Si Israël remportait la guerre contre le terrorisme, le niveau de l'antisémitisme en France pourrait baisser ».
- Quelque 4 000 personnes manifestent à Marseille aux cris de « Hamas terroristes » et « civils, bouclier humain ». Selon le représentant du CRIJF : « Nous voulons dire à nos frères israéliens que nous sommes avec eux, que nous approuvons la réponse apportée aux agressions [...] Nous souhaitons que les Palestiniens comprennent qu'Israël ne leur fait pas la guerre mais que nous faisons la guerre au Hamas qui est là pour détruire toute tentative de paix  ». Le soir, un cocktail-molotov a été lancé contre une synagogue à Saint-Denis (Seine-Saint-Denis), provoquant un début d'incendie sur la façade d'un restaurant juif attenant.

### Lundi12 janvier 2009
Politique
- Recevant à l'Élysée les autorités religieuses, le président Nicolas Sarkozy condamne les « violences inadmissibles » commises en France « au prétexte » du conflit au Proche-Orient et assure que ces crimes ne « resteraient pas impunis ».
- Le site Marianne publie en avant-première des extraits du nouveau livre du journaliste Pierre Péan consacré à Bernard Kouchner dans lequel il est accusé d'avoir, avant sa nomination au ministère des Affaires étrangères, effectué au nom d'une société dirigée par un de ses proches, IMEDA, plusieurs prestations de conseil et de communication, pour des montants parfois supérieurs à 1 million d'euros, auprès de pays africains, dont le Gabon d'Omar Bongo.

Économie
- Le premier ministre François Fillon annonce que cinq mégahertz sur les 15 fréquences restantes soient attribués avant l'été pour une quatrième licence de téléphonie mobile.

Société
- Le réseau associatif, Sortir du nucléaire, l'ensemble des laboratoires chargés de mesurer les indices de radioactivité dans l'air et dans l'eau autour de toutes les centrales nucléaires françaises sont défaillants et ont vu leurs agréments suspendus ou refusés par l'Autorité de sûreté nucléaire le 16 décembre 2008. Ces laboratoires appartiennent dans leur très grande majorité à l'exploitant EDF : « Depuis le 1er janvier 2009, l'ensemble des mesures réglementaires doivent être réalisées par des laboratoires disposant d'un agrément »[12].

Faits divers
- Mort du réalisateur et producteur Claude Berri (74 ans) à Paris des suites « d'un accident vasculaire cérébral ».
- Le maire MPF d'Orange (Vaucluse), Jacques Bompard et son épouse Marie-Claude Bompard, maire de Bollène (Vaucluse), ont été placés en garde à vue pour la journée dans le cadre d'une enquête pour prise illégale d'intérêts[13].
- L'explosion d'un hangar agricole en Haute-Corse, sur la commune d'Antisanti, près d'Aléria, cause la mort de Francis Mariani (59 ans), fiché au grand banditisme, connu comme membre du gang bastiais de la « Brise de mer » et en fuite depuis mars 2008 et de Charles Fraticelli (60 ans), gérant d'une papeterie-magasin de souvenirs à Aléria, inconnu de la justice. Ils étaient en train de préparer deux véhicules chargés d'explosifs. Un pistolet Glock et un fusil M16 à lunette ont été retrouvés sur place.

### Mardi13 janvier 2009
Politique
- Présidence :
  - Le président Nicolas Sarkozy annonce une série de mesures dans le domaine de la culture, affichant l'ambition de bousculer le « conformisme » des élites et de promouvoir « l'identité culturelle française », une rallonge budgétaire de 100 M€ pour l'entretien du patrimoine, une autre rallonge pour la création artistique, pour l'entrée gratuite dans les cinquante musées nationaux et dans les monuments nationaux pour tous les jeunes de 18 à 25 ans, ce qui correspond à des promesses tenues lors de la campagne présidentielle[14].
  - Le producteur Marin Karmitz, fondateur du groupe indépendant MK2, est chargé d'animer le « conseil pour la création artistique ». Il assure ne pas être « passé au sarkozisme » et regrette que la gauche n'ait pas fait le « travail de réflexion sur la culture » qui lui a été confié. Jadis communiste puis maoïste, il a affirmé que « depuis que Mitterrand a invité Berlusconi à venir faire la première télévision privée en France, il n'y a plus aucune réflexion sur la culture à gauche ». Il estime qu'il faut « réfléchir » aux « subventions utiles » et aux « priorités », « se poser la question du financement de la culture », car le ministère de la Culture « n'a plus de moyens ou très peu de moyens ». Il suggère de « garder ce qui est intéressant dans le système français du financement public, et aussi de mettre dans le coup du financement privé, de façon à mélanger les deux ». Selon lui, cette nouvelle structure part d'un constat : la culture a disparu du champ politique. Depuis De Gaulle et Malraux, puis Mitterrand et Lang, elle n'est plus au cœur de la politique. Or, depuis le début des années 1990, les données de la création culturelle ont changé : la révolution numérique, la mondialisation et maintenant la crise économique ont bouleversé le paysage. Avec des professionnels, il veut proposer des solutions pour que la création redevienne un élément de l'imaginaire, du rêve, de la cohésion sociale, qu'elle redonne un mouvement à la société.
- Gouvernement :
  - Le premier ministre François Fillon présente une réforme du permis de conduire visant à le rendre « moins long, moins cher et surtout plus sûr ». Il annonce aussi que les incendiaires de voitures seront interdits de conduite et ne pourront pas passer le permis.
  - Le ministre de l'immigration, Brice Hortefeux, annonce plus de 29 000 reconduites à la frontière en 2008, lors de sa conférence de presse.
    - Patrick Weil accuse le ministre de gonfler les chiffres, de donner le sentiment que son objectif chiffré a été réalisé, afin de permettre au président Sarkozy de montrer qu'il maîtrise l'État et son action, qu'il produit des résultats, qu'il ne se contente pas d'annoncer des décisions, mais qu'il les réalise[15],[16].
    - Le président du Front national, Jean-Marie Le Pen dénonce « le bluff » du ministre de l'Immigration Brice Hortefeux sur le nombre de reconduites à la frontière, estimant qu'un nombre important de personnes reconduites « revenaient » ensuite en France : « Le ministre de l'Immigration annonce triomphalement que près de 30 000 étrangers ont été reconduits aux frontières en 2008, soit 28,5 % de plus qu'en 2007. Or la grande majorité de ces "retours volontaires" sont des "retours humanitaires" de Roms roumains et bulgares qui empochent le pécule qu'on leur donne et reviennent ensuite quand ils veulent, au nom de la libre circulation des citoyens de l'Union européenne. Pendant que M. Hortefeux prend les Français pour des imbéciles, l'immigration se poursuit donc comme avant, augmentée de "l'immigration de travail" voulue par M. Sarkozy aux dépens des travailleurs français ».
- Parlement :
  - Les députés adoptent en première lecture par 316 voix contre 212 le plan de relance économique de 26 milliards d'euros pour l'accélération des programmes de construction et d'investissement publics et privés. Les groupes UMP et Nouveau Centre (NC) ont voté pour le texte. Le groupe socialiste, radical et citoyen (SRC) et celui de la gauche démocrate et républicaine (GDR, PC et Verts) ont voté contre, l'opposition la qualifiant d'inefficace et porteur de « vieilles recettes » inadaptées à la crise actuelle.
  - Le président de l'Assemblée nationale, Bernard Accoyer, déclare irrecevables 1 015 amendements socialistes concernant le projet de loi organique — précisant les conditions d'application de la Constitution — portant sur le droit d'amendement. Cet acte du président déchaîne la colère du groupe socialiste qui demande en vain une réunion de la commission des lois et annonce une saisine du Conseil constitutionnel.

Économie
- Le groupe automobile Peugeot SA annonce des ventes 2008 se montant à 3,26 millions d'unités (véhicules et éléments détachés), en baisse de 4,9 % pour un marché mondial en recul de 5,7 % ce qui correspond à « un maintien de sa part de marché mondial ».
- Selon la FNAIM, la diminution des prix de l'immobilier a été de 2,5 % en 2008 après dix ans de hausse ininterrompue. Entre 1998 et 2008, les biens immobiliers se sont renchéris de 125 %.

Société
- Débrayage sauvage des agents de la SNCF à la suite de l'agression la veille d'un conducteur, ce qui a entraîné la fermeture de la gare Saint-Lazare et laissé en plan les quelque 450 000 personnes qui l'empruntent quotidiennement.

### Mercredi14 janvier 2009
Économie
- Selon une étude publiée par l'assureur-crédit Euler Hermes SFAC, les défaillances d'entreprises en France ont augmenté de 15 % en 2008 (57 700) par rapport à l'année précédente en raison de la « détérioration de l'activité économique et des conditions de financement ». Il s'agit de la plus forte hausse annuelle enregistrée depuis 1991. 218 800 salariés (+ 26 %) sont directement concernés par la défaillance de leur entreprise. Cette tendance a touché l'ensemble des entreprises, sans distinction de taille, dans toutes les régions françaises et dans « tous les secteurs d'activité y compris l'industrie qui avait jusqu'à ces derniers mois assez bien résisté ».

Société
- La branche française du Fonds mondial pour la nature lance www.planete-attitude.fr, un réseau social du type Facebook qui a la particularité d'être consacré à la préservation de l'environnement et des espèces. La plate-forme Planète-attitude est conçue comme un lieu d'échange et de diffusion de l'information.
- Le président du CRIF affirme avoir recensé « 55 actes antisémites en France depuis le début de l'intervention israélienne à Gaza le 27 décembre, contre une quinzaine il y a deux ans pour la même période [...] On ne peut plus parler d'actes isolés [...] Je trouve parfaitement normal des manifestations contre le gouvernement israélien, mais je trouve moins normal de crier "Vive le Hamas", qui a fait le choix de développer uniquement les actes terroristes et qui vise à instaurer la Charia à Gaza [...] c'est incompatible avec les valeurs républicaines »[17].
- Selon des informations du blog de libération « Secret défense », confirmées par l'armée de terre, plusieurs soldats musulmans ont refusé de combattre en Afghanistan, invoquant leur confession et ne voulant pas aller combattre d'autres musulmans. Selon le Service d'information et de relations publiques de l'armée de terre (SIRPA-Terre), « le refus de partir en mission pour raisons confessionnelles est un micro-phénomène qui concerne moins de cinq cas par an [...] au-delà de la raison invoquée par les soldats, une erreur de compréhension du sens de leur engagement qui consiste à porter les armes de la France pour défendre ses intérêts et ses valeurs en tous temps et en tous lieux [...] une procédure disciplinaire est systématiquement engagée en cas de refus de partir en opération, aboutissant dans la plupart des cas à une résiliation de contrat ».

Faits divers
- L'imam de Drancy, Hassen Chalghoumi, militant de l'amitié judéo-musulmane et du dialogue entre les deux communautés, a eu sa voiture vandalisée, a reçu des menaces sur son téléphone portable et dans la rue de la part de personnes d'origine maghrébine. Depuis le début de l'opération israélienne à Gaza, l'imam a plusieurs fois demandé aux Israéliens d'arrêter la guerre, et aux « musulmans de ne pas transposer le conflit en France ». Il a aussi « condamné tous les actes antisémites qui sont contraires à l'esprit de l'islam ». En mai 2006, il avait appelé les musulmans du monde entier à respecter la mémoire juive, au mémorial de Drancy, ville où étaient rassemblés les juifs avant d'être déportés vers les camps nazis. Deux jours après, son domicile avait été saccagé et sa femme et ses enfants avaient fait l'objet de menaces[18].
- Dans l'affaire de l'hormone de croissance, utilisée dans les années 1980 et qui a provoqué la mort à ce jour de 117 jeunes, le tribunal correctionnel de Paris prononce une relaxe générale des six prévenus. Le tribunal souligne notamment que la « synthèse » des témoignages des experts qui se sont succédé comme témoins lors du procès « ne permet pas d'affirmer que les pédiatres, biologistes et pharmaciens qui participaient au cycle d'élaboration et de distribution » de l'hormone de croissance, « avaient conscience à partir de 1980 [...] d'exposer les malades traités par ce médicament au risque de contamination par la MCJ ». Cependant, la responsabilité civile a été retenue pour deux d'entre eux qui devront verser des dommages et intérêts à quelques victimes. Le parquet décide de faire appel de trois des six relaxes prononcées.
- La fille du dessinateur Albert Uderzo, dénonce les conditions dans lesquelles Hachette Livre a pris le contrôle des éditions Albert-René qui publient les albums d'Astérix, évoquant « une manipulation destinée à changer le cours naturel » des choses : « Je me retrouve à entrer en lutte contre, peut-être, les pires ennemis d'Astérix : les hommes de l'industrie et de la finance. Ceux qui ont poussé mon père à renier toutes les valeurs avec lesquelles il m'a éduquée : l'indépendance, la fraternité, la convivialité et la résistance »[19].
- Un réalisateur de TF1 de 61 ans est mis en examen à Nanterre (Hauts-de-Seine) pour « détention d'images pédopornographiques » et « consultation habituelle de sites pédopornographiques ». Il est placé sous contrôle judiciaire, avec obligation de se soumettre à des soins.
- Deux personnalités de l'extrême gauche — dont une avocate — sont placées en garde à vue sous le régime de la justice antiterroriste à Paris, dans le cadre d'une enquête portant sur la tentative d'incendie de deux voitures dans le 19e arrondissement. Les enquêteurs suspectent un lien avec les personnes poursuivies pour les sabotages contre les caténaires de la SNCF, membres supposés de "l'ultra-gauche". Ils ont été surpris, alors qu'en état d'ébriété, ils tentaient de mettre le feu à deux véhicules, non loin de leur domicile du 19e arrondissement.

### Jeudi15 janvier 2009
Politique
- Le président Nicolas Sarkozy demande aux dirigeants des banques françaises de suspendre cette année la part variable de leurs rémunérations sur les résultats de 2008, en contrepartie du soutien financier que l'État leur a apporté : « Il faut mettre un terme à des pratiques qui ont suscité à raison l'indignation des Français » annonce qu'il charge la ministre de l'Économie, Christine Lagarde, d'« étudier les conditions » d'une nouvelle « intervention de l'État » pour soutenir les banques françaises. D'autre part, il menace de légiférer si les recommandations du Medef et de l'Association française des entreprises privées (AFEP), encadrant les rémunérations des dirigeants d'entreprises, ne sont pas appliquées « à la fin du premier trimestre ».
- Gouvernement :
  - Mini-remaniement gouvernemental : Xavier Bertrand prend la tête de l'UMP et Brice Hortefeux le remplace au ministère du travail, auquel il ajoute les relations sociales, la famille, la solidarité et la ville. Il est lui-même remplacé par Éric Besson au ministère de l'Immigration. Christine Boutin, ministre du logement et de la ville, se recentre sur le logement. Nathalie Kosciusko-Morizet quitte le secrétariat d'État à l'écologie pour le secrétariat d'État à l'économie numérique.
  - La secrétaire d'État à la solidarité Valérie Létard annonce 50 millions d'euros pour financer trois maisons de retraite supplémentaires, en moyenne, par région, et 20 millions pour des structures accueillant les personnes handicapées, soit 12 500 places de maisons de retraite au lieu des 7 500 initialement prévues[20].
- Le Sénat vote une augmentation de la redevance audiovisuelle, par 329 voix pour et seulement 4 contre, qui passera de 116 euros à 120 euros au 1er janvier 2010. La ministre de la culture, Christine Albanel, avait émis un avis défavorable à cette augmentation.
- Un collectif de 19 organisations de l'Éducation — des syndicats d'enseignants réformateurs (Se-Unsa, Sgen-CFDT), des parents d'élèves (FCPE), des syndicats lycéens (UNL) ou étudiants (Unef, Confédération étudiante), des associations éducatives (Ligue de l'Enseignement, Jeunesse au plein air, etc.), des mouvements pédagogiques (Crap-Cahiers pédagogiques) et des associations d'élus (Association des Régions de France) — rend publiques neuf propositions pour réformer le lycée, parmi lesquelles celles d'organiser le lycée en modules — avec des modules « communs et d'exploration » en seconde et des modules « communs et de spécialisation » progressive en première et terminale —, de revoir les modalités du baccalauréat, de prévoir plus de temps d'accompagnement des élèves et moins d'heures de cours, voir propositions.

Économie
- Le fonds d'investissement Sablon International dirigé par Alexandre Pougatchev annonce sa prochaine montée à 85 % dans le capital du quotidien France-Soir.
- Ségolène Royal estime que les Français sont « grugés » à la suite de la baisse du taux du Livret A à 2,5 %, et a demandé au gouvernement de « protéger l'épargne populaire » et « de ne pas toucher » à la rémunération du Livret A : « Une fois de plus, la confiance de millions de Français est trompée. Tous ont été inondés de publicité en faveur du Livret A, et voilà que la petite épargne est brutalement frappée. On nous a grugés [...] Les banques ont été renflouées sans contreparties, la rémunération des banquiers et des traders n'est toujours pas réglementée, mais l'épargne populaire, elle, est sacrifiée[...] Protéger la petite épargne, c'est le devoir de l'État. Je demande donc au gouvernement de ne pas toucher à sa rémunération. »

Société
- Selon le classement Ipsos/Livres Hebdo, les meilleures ventes littéraires en France en 2008 sont : 1- 1er tome de la série Millénium Les Hommes qui n'aimaient pas les femmes du Suédois Stieg Larsson, 2- le nouvel album Titeuf de Zep, 3- version poche de Parce que je t'aime de Guillaume Musso, 4- La Consolante d'Anna Gavalda, 5- Toutes ces choses qu'on ne s'est pas dites de Marc Levy, 6- version poche de Les Enfants de la liberté de Marc Levy, 7- Millemium, La Fille qui rêvait d'un bidon d'essence et d'une allumette, 8- Millénium, La Reine dans le palais des courants d'air, 9- Les Yeux jaunes des crocodiles, de Katherine Pancol, 10- Un lieu incertain de Fred Vargas.
- Pif éditions, société éditrice du magazine de mythique de bandes dessinées pour la jeunesse Pif Gadget est placée en liquidation judiciaire par le tribunal de commerce de Bobigny. Pif Gadget, dont le héros principal était le chien Pif, présentait la particularité d'inclure un gadget. La société, qui était en redressement judiciaire depuis mars 2007, et employait 6 salariés, était lourdement endettée, à hauteur de 4 M€. Le journal a été fondé en 1969, sous l'égide du PCF et fut un véritable phénomène de presse dans les années 1970 et 1980, atteignant de très importants tirages (un demi-million d'exemplaires en moyenne). Disparu en 1993, il avait été ressuscité en 2004 avec une nouvelle formule, chez Pif éditions, et diffusé en moyenne à 100 000 exemplaires[21].

Faits divers
- Plusieurs cocktails Molotov ont été lancés contre la synagogue de Villeneuve-Saint-Georges (Val-de-Marne), qui a été endommagée par l'incendie.
- À la suite d'affrontements de bandes entre une soixantaine de jeunes originaires des cités des « Mille-Mille » et du « Gros Saule », 35 personnes ont été arrêtées en soirée à Aulnay-sous-Bois (Seine-Saint-Denis) dont 21 majeurs. Deux d'entre eux ont été blessés par des tirs de plombs. Six ont été placés le lendemain en détention.
- Un jeune homme juif est agressé et blessé de quatre coups de couteau à Fontenay-sous-Bois, par deux hommes qui « ont proféré à son encontre des menaces à caractère antisémite » alors qu'ils voulaient lui voler sa voiture.

### Vendredi16 janvier 2009
Politique
- Le sénateur ex-PS, Jean-Luc Mélenchon, fondateur du nouveau Parti de Gauche, allié au PCF pour les élections européennes, lance un appel aux autres partis de gauche et d'extrême-gauche — Mouvement républicain et citoyen (MRC), Nouveau parti anticapitaliste (NPA), Lutte ouvrière (LO), Parti ouvrier indépendant (POI), Alternatifs, etc — tout en regrettant que certains de ces partis soient « prostrés dans une culture minoritaire » et espère les « convaincre » qu'une « alternative de gauche, indépendante de la social-démocratie » peut remporter les élections avec comme objectif d'« être devant le PS » aux Européennes : « Pourquoi le NPA, qui est favorable aux fronts dans les luttes sociales, n'accepterait pas un front dans la lutte électorale ? ».

Économie
- Le Fonds stratégique d'investissement français (FSI) — un nouveau fonds souverain doté de 20 milliards d'euros créé à l'initiative du président Nicolas Sarkozy et visant à soutenir le développement de PME en croissance et à « sécuriser » le capital d'entreprises stratégiques — a déjà été sollicité par environ 25 entreprises et pourrait commencer à investir dès le mois de février, selon son directeur général Gilles Michel : « Nous avons vocation à être actif dans l'industrie et les services, a priori pas dans la finance ou l'immobilier [...] Notre politique est d'intervenir en minoritaire [les investissements ne] devraient pas excéder dix ans [...] avec une vision de long terme ».
- Selon Unifrance, chargé de la promotion de cinéma français à l'étranger, en 2008, les films français ont attiré 78 millions de spectateurs dans le monde, soit 16 % de plus qu'en 2007 (66,9 millions). Le précédent record (75,9 millions) avait été établi en 2005 porté par le film La Marche de l'empereur. Parmi les gros succès 2008 en millions d'entrées : Astérix aux Jeux olympiques (9,1 M), Taken (8,8 M), Le Transporteur 3 (7,3 M), Ne le dis à personne, Il y a longtemps que je t'aime, Mesrine : l'instinct de mort, Bienvenue chez les Ch'tis, Persepolis (1,3 M), La Graine et le Mulet (0,7 M), Entre les murs (0,6 M).
- Trois nouveaux décrets sont publiés dans le but de faciliter le déploiement du réseau en fibre optique (internet à très haut débit), actuellement en panne en France. Le premier décret instaure un « droit au très haut débit », selon lequel le propriétaire d'un immeuble ne pourra pas s'opposer à ce qu'un occupant soit raccordé à un réseau très haut débit, sauf motif sérieux et légitime, tout comme il a aujourd'hui le droit d'avoir accès à une antenne de télévision. Le deuxième encadre par voie conventionnelle les relations entre propriétaires et opérateurs, « les conventions ainsi conclues protégeront les propriétaires des démarches abusives et garantiront que le coût des travaux est bien à la charge des opérateurs ». Le troisième décret instaure le « précâblage des immeubles neufs en fibre optique » afin que « tous les immeubles de plus de 25 logements [soient] précâblés en fibre optique à partir de 2010 ».

Société
- Selon les syndicats, la création du Pôle emploi, le nouvel organisme chargé des demandeurs d'emploi, comprendra 956 agences en France regroupant en un même lieu les tâches de l'ex-ANPE et des Assedic d'ici fin septembre, entraîne la suppression de 586 anciens sites (- 38 %).
- Selon l'Agence française de l'adoption, 3 266 enfants étrangers ont été adoptés en France en 2008, soit une augmentation de 3 % par rapport à l'année précédente. Les principaux pays d'origine en 2008 ont été Haïti (731 adoptions, +328), l'Éthiopie (484), la Russie (315), la Colombie (305, -70) et le Vietnam (284).

Faits divers
- Dans le cadre de l'affaire des dégradations des lignes TGV par un groupe de militants de l'extrême gauche, la cour d'appel de Paris ordonne une remise en liberté sous contrôle judiciaire de la compagne du chef du groupe, l'anarchiste Julien Coupat.
- L'ex-compagnon de la chanteuse Amel Bent, Moussa Kouisi, est condamné à 15 ans de réclusion criminelle pour assassinat[22].
- Le porte-parole de la Ligue communiste révolutionnaire (LCR) et facteur à Neuilly (Hauts-de-Seine), Olivier Besancenot est l'objet avec deux autres membres du syndicat SUD-PTT d'une plainte de son employeur La Poste pour de violents échanges verbaux avec le directeur du centre de tri de Nanterre, lors d'un rassemblement pour dénoncer des « pressions » sur les salariés grévistes.
- Bagarres entre bandes dans le XIIe arrondissement de Paris, des cocktails Molotov ont été jetés contre les policiers mais sans exploser. Onze « jeunes » dont dix mineurs de 14 à 17 ans ont été arrêtés. Outre les cocktails Molotov, les policiers ont récupéré des barres de fer, des bâtons munis de clous, des bombes lacrymogènes, des clubs de golf et une baïonnette.

### Samedi17 janvier 2009
Politique
- Le ministre de l'Éducation nationale, Xavier Darcos, estime que la décision de repousser le projet de réforme du lycée « était la bonne » de la part du gouvernement, puisque « la situation s'est stabilisée, que le dialogue reprend, qu'un calme relatif commence à s'installer [...] la réforme du lycée n'est pas enterrée[...] elle se fera à la rentrée 2010[...] Nous avons rouvert le dialogue et nous avons pris du temps pour que la réforme devienne plus consensuelle [...] il n'y a pas de raison objective aujourd'hui à protester contre une décision qui va se prendre collectivement [...] il n'y a pas trop de professeurs en France mais, en tous les cas, il y en a bien suffisamment par rapport au nombre d'élèves [...] nous ne verrons pas à la rentrée pour autant des classes surchargées ou des élèves qui auront moins d'enseignants [parce que] nous perdons encore 50 000 élèves dans le second degré et, donc, la démographie nous permet de conserver un taux d'encadrement constant. »
- La Gauche moderne, présidée par Jean-Marie Bockel, alliée avec l'UMP est prête à participer à des listes de majorité présidentielle pour les européennes de juin prochain. Son conseil national a « approuvé le principe de listes communes avec l'UMP et les autres partenaires de la majorité » afin de proposer « des candidats sur des listes communes de la majorité dans toutes les régions ». Le conseil a également évoqué la place de la Gauche moderne au sein de la majorité et notamment dans le « comité de coordination » que veut mettre en place Nicolas Sarkozy pour fédérer l'UMP et ses partis alliés, dont le Nouveau Centre et la Gauche moderne.
- Entre 50 000 et 60 000 personnes, selon les organisateurs, défilent un peu partout en France pour « défendre le service public d'éducation » et contre les suppressions de postes, selon les organisateurs. À Paris, environ 8 000 personnes ont manifesté derrière une banderole qui proclamait : « L'école n'est pas une charge à réduire, c'est un investissement pour l'avenir. »

Économie
- Selon la Fédération française du bâtiment (FFB), après une année 2008 encore excellente, la baisse d'activité en 2009 pourrait atteindre 6 % et entraîner la suppression de 25 000 à 30 000 emplois, sur les 1,2 million de salariés que compte ce secteur malgré le plan de relance qui ne produira pas tous ses effets immédiatement.
- Ouverture jusqu'au 22 janvier du 43e Marché international du disque et de l'édition musicale (Midem) qui constate une sixième année de crise pour les ventes de disques, avec moins 15 % en 2008. En France, le chiffre d'affaires des maisons de disques a été coupé de moitié depuis 2002 - passant de 1,3 milliard d'euros à environ 600 millions d'euros en 2008, selon les premiers résultats communiqués par le Syndicat national de l'édition phonographique. Cette chute abyssale est partiellement compensée par le léger basculement des consommateurs vers le numérique payant, qui, dans la même période, a augmenté de 13 % environ en France[23].

Société
- Bernard Squarcini, directeur central du renseignement intérieur (DCRI), depuis le mois de juillet 2008, 4 000 fonctionnaires, assure, dans la revue Questions internationales (La Documentation française) qui consacre son dernier numéro au « Renseignement et services secrets », que le « temps du silence et de l'opacité lui paraît révolu [...] nos citoyens ont droit à une information objective sur l'activité de leurs services de renseignement. »

Faits divers
- Grève des chauffeurs des deux lignes de métro marseillais à la suite de l'agression mercredi sur deux agents par un homme armé qui tentait de les racketter à la station « Chartreux ». Le même jour deux jeunes hommes sous emprise d'alcool se sont mis à insulter les passagers et ont frappé le chauffeur en tentant de lui voler sa sacoche d'argent en pointant une arme à feu.
- L'ancien maire de Casalabriva (1995-2002) près d'Ajaccio, Jean-Marc Nicolaï, consultant en entreprise, est tué d'une douzaine de balles de revolver.
- Un rassemblement contre l'offensive israélienne à Gaza, interdit par la préfecture, tourne à l'émeute, les vitrines de plusieurs commerces, des voitures et du mobilier urbain ont été durant une heure la cible « de petits groupe d'individus très mobiles ». 17 personnes soupçonnées de dégradations ont été interpellées dont 14 ont été placées en garde à vue. Onze d'entre elles sont poursuivies pour dégradations de biens.
- Le skippeur Thomas Coville, sur le trimaran Sodeb'O, a bouclé à Brest son tour du monde en solitaire à la voile, sans atteindre son objectif de battre le record absolu du parcours détenu par Francis Joyon en 57 jours, 13 heures 34 minutes et 06 secondes, le 19 janvier 2008.
- Le Perpignanais Lluis Colet, âgé de 62 ans, installé au buffet de la gare de Perpignan, le « centre du monde » selon Salvador Dalí, bât le record du monde du discours le plus long du livre Guiness des records, en parlant sans interruption pendant 124 heures, soit cinq jours et quatre nuits. Guide au musée des arts et traditions catalanes situé au Castillet, il détrône l'ancien détenteur du record, un Indien qui avait réussi à parler pendant 120 heures.

### Dimanche18 janvier 2009
Société
- Selon le ministère de l'Intérieur, la délinquance générale a baissé de 0,86 % en 2008 par rapport à 2007, mais les violences aux personnes sont en augmentation tout comme les vols à main armée. 3 558 329 crimes et délits ont été constatés par l'ensemble des services de police en 2008, contre 3 589 293 en 2007.

Sports
- Le chef de file de l'équipe de France de ski de fond, Vincent Vittoz, remporte à Autrans la 31e édition de la Foulée blanche, épreuve de masse longue de 42 kilomètres dans le cadre de la préparation des Championnats du monde 2009 qui auront lieu en février à Liberec (République tchèque). Il a devancé Benoit-Gilles Dufourd et Vincent Duchène. L'épreuve féminine a été remportée par Émilie Vina.

### Lundi19 janvier 2009
Politique
- L'UMP accuse le PS de vouloir « appliquer les mêmes méthodes que l'extrême gauche » en bloquant notamment au Parlement la réforme du travail législatif : le Parti socialiste « ne veut pas en réalité trouver d'accord avec nous, pour une simple et bonne raison c'est que la stratégie de Martine Aubry, c'est d'essayer d'appliquer les mêmes méthodes que l'extrême gauche [...] on n'est plus dans le débat démocratique, on cherche à bloquer, injurier, invectiver [...] dans la crise économique que l'on vit il y a une entreprise qui fonctionne très bien, c'est l'entreprise de désinformation du Parti socialiste ».
- Le président socialiste du conseil régional d'Île-de-France Jean-Paul Huchon demande à l'État de l'aider à « recouvrir entre 4 et 6 milliards d'euros » pour assurer le financement du plan de 18 milliards d'euros mis au point par le syndicat régional des transports (STIF) pour désengorger le réseau d'Île-de-France.

Économie
- La Commission européenne donne son accord au régime d'aides publiques mis en place par la France pour aider ses entreprises mises en difficulté par la crise financière et la raréfaction du crédit. Ce régime permettra d'accorder à chaque entreprise, sur les deux années 2009 et 2010, des aides pouvant atteindre 500 000 euros. Selon la commissaire à la concurrence Neelie Kroes : « Cette mesure permettra de donner une bouffée d'oxygène aux entreprises affectées par la conjoncture actuelle sans pour autant donner lieu à des distorsions de concurrence disproportionnées. »
- Selon le Bureau interprofessionnel des vins de Bourgogne (BIVB), les exportations de vins de Bourgogne ont reculé de 12,7 % en volume (78,6 millions de bouteilles) sur les dix premiers mois de 2008 par rapport à la même période de 2007 (-11,4 millions de bouteilles), une année exceptionnelle pour le vignoble. Cela a correspondu à une baisse de 9 % en valeur (538,5 millions d'euros) concentrée sur les deux principaux marchés de la Bourgogne, les États-Unis et le Royaume-Uni, « qui perdent plus de 20 % chacun, soit 9,4 millions de bouteilles de moins à eux deux ».

Société
- Le syndicat Force ouvrière (FO) annonce sa décision de signer l'accord sur la formation professionnelle du 7 janvier, qui concrétise à ses yeux « plusieurs revendications constantes », dont la création d'un fonds donnant accès à la formation à certains salariés et demandeurs d'emploi. Cependant FO ne signe pas l'accord sur la « Gestion prévisionnelle des emplois et des compétences » (GPEC) au motif qu'il comporte « des ambiguïtés dangereuses ».
- La Fédération du commerce et de la distribution (FCD), se dit opposée à la mise en place de « mesures contre le crédit à la consommation », alors que le gouvernement prépare pour fin mars un projet de loi afin d'encadrer le crédit renouvelable. Son président, Jérôme Bédier se prononce en faveur d'un « fichier positif », qui recenserait l'ensemble des crédits souscrits par une personne, par opposition au « fichier négatif » de la Banque de France, qui répertorie seulement les défauts de crédit. Il n'y aurait pas en France d'« excès de crédit à la consommation »", qualifiant de « non-sens » commercial la proposition du sénateur UMP Philippe Marini d'interdire de conclure des contrats de crédit renouvelable sur le lieu de l'achat (54 % des cas), le plus souvent dans des centres commerciaux ou des grandes surfaces.
- Le prix Lumières du meilleur film, attribué par les correspondants étrangers en poste à Paris, est décerné au film Entre les murs, du Français Laurent Cantet qui a déjà obtenu la Palme d'Or au Festival de Cannes 2008. Le prix du meilleur réalisateur est attribué à François Dupeyron pour Aide-toi, le ciel t'aidera, le prix du meilleur scénario est attribué à Samuel Benchetrit, pour J'ai toujours rêvé d'être un gangster, le prix de la meilleure actrice est attribué à Yolande Moreau pour son rôle dans Séraphine, le prix du meilleur acteur est attribué à Vincent Cassel pour son rôle dans Mesrine, le prix du meilleur expoir féminin est attribué à Nora Arnezeder pour son rôle dans Faubourg 36, celui du meilleur espoir masculin est attribué à Mohamed Bouchaïb pour son rôle dans Mascarades, le prix du meilleur film francophone est attribué aux frères Jean-Pierre et Luc Dardenne pour Le Silence de Lorna.

### Mardi20 janvier 2009
Politique
- Le président Nicolas Sarkozy dénonce les « conservatismes » des administrations qui s'opposent à ses réformes, et notamment au transfert de certains services de l'État en province pour compenser les fermetures de casernes programmées dans le cadre de la réforme de la Défense : « Dès que je veux changer quelque chose, toutes les forces du conservatisme se mobilisent pour l'empêcher [...] J'étais préparé à ça. J'écoute mais je tiens pas compte » et affirme sa volonté de poursuivre les réformes en France : « Sur la ligne, sur la stratégie, sur la volonté d'aller de l'avant, on n'a pas d'états d'âme, parce qu'il n'y a pas d'autre stratégie [...] En plus, je dois le faire en maintenant la cohésion sociale [...] C'est très difficile. [la crise est] une opportunité pour en sortir plus forts [...] j'ai pas été élu pour subir [...] Je veux changer les choses. Je ne suis pas là pour commenter les problèmes mais pour essayer de les résoudre ». Dans le cadre de l'adoption du nouveau Livre blanc redéfinissant les objectifs de la défense française, il commente : « Il fallait revoir la carte militaire », l'armée comptait 471 sites en France : « Il y avait des régiments français chargés de s'assurer que nous ne serions pas envahis par l'Italie [...] Ils ont fait un boulot remarquable. On voulait pas l'armée italienne, on a eu Carla [Bruni-Sarkozy] C'est quand même plus agréable, notamment pour moi »[24].
- Le porte-parole du gouvernement Luc Chatel juge « amoraux » les propos des banquiers qui refusent de renoncer à leurs bonus en contrepartie de l'aide de l'État : « Il y a eu un contrat moral entre l'État et les banques [...] j'ai entendu un certain nombre de dirigeants de banques être réactifs par rapport à cela, annoncer par exemple qu'ils renonçaient à leurs bonus. J'ai entendu d'autres propos que, je dois dire, je trouve assez amoraux [...] Il y a eu un contrat moral, la moindre des choses c'est que derrière on ait des contreparties et on ne distribue pas des bonus comme on a pu le voir ces derniers jours ». Les dirigeants des banques sont aujourd'hui reçus à l'Élysée, jeudi, le président Nicolas Sarkozy leur avait demandé de renoncer à la part variable de leur rémunération au titre de l'exercice 2008, mais seuls les dirigeants de la BNP ont répondu à l'appel en annonçant qu'ils ne percevraient pas leurs bonus en 2009. Les autres font valoir que la question des rémunérations relève de la « compétence exclusive » des conseils d'administration, comme l'a affirmé le président de la Fédération bancaire française (FBF) et directeur général de Crédit agricole, Georges Payet.
- L'Assemblée nationale rejette la proposition de loi des Verts sur l'adoption de l'empreinte écologique comme indicateur d'impact des politiques publiques, jugeant en majorité que les travaux en cours dans différentes enceintes pour affiner cette notion et la normaliser devaient d'abord se conclure avant de reprendre le débat.
- Olivier Besancenot du futur Nouveau Parti anticapitaliste, affirme ne pas être d'accord pour entrer dans le « Front de gauche » de Jean-Luc Mélenchon « au nom d'un bon coup électoral » aux Européennes, mais a défendu un « front durable » : « Si c'est pour faire un coup aux Européennes et qu'au moment des régionales (en 2010), la moitié du front retourne au bercail avec le PS, ça n'aura servi à rien et ça aura été destructeur [...] Il faut que ce soit un front durable et que la question essentielle d'indépendance vis-à-vis de la direction du PS soit également actée de façon durable [...] on sait les difficultés qu'il y a avec la direction du PCF [...] les Européennes, ça ne mange pas de pain vis-à-vis de l'indépendance sur le PS [...] après, les régionales, c'est plus concret : c'est prendre le risque de perdre des conseils régionaux pour eux ».
- L'ex-candidate Ségolène Royal affirme depuis Washington avoir « inspiré » le nouveau président Barack Obama et ses équipes qui auraient « copié » sa propre campagne électorale 2007 notamment sur internet. Le lendemain, elle précise qu'elle avait fait de l'humour, soulignant que « c'est sans doute nous qui aurons à nous inspirer » de lui.

Économie
- La production française d'acier a baissé de 7,9 % (17,9 millions de tonnes) en 2008 après une baisse de 3 % en 2007. Selon Eurofer, « les perspectives pour 2009 sont sinistres » et « lugubres pour quasiment tous les secteurs consommateurs d'acier », particulièrement au premier semestre 2009.
- Selon l'INSEE, les prix à la consommation en France ont progressé en moyenne de +2,8 % sur l'ensemble de l'année 2008 par rapport à 2007 (+ 1,5 %), dont :
  - prix de l'énergie (+ 10,8 %), incluant les produits pétroliers (+ 14,8 %),
  - prix de l'alimentation (+ 4,9 %), incluant produits frais (+ 1,9 %),
  - prix des services (+ 2,4 %), incluant les loyers, eau et enlèvement des ordures ménagères (+ 2,5 %) pour les loyers, transports et communications (+ 1,6 %), santé (+ 1,4 %),
  - prix des produits manufacturés (+ 0,3 %), incluant l'habillement et les chaussures (+ 0,5 %), les produits de santé (- 1,6 %) et le tabac (+ 3,9 %).
- Le conseil d'administration de Spir Communication nomme Patrick Leleu (54 ans) comme nouveau PDG de l'entreprise. Diplômé de l'école polytechnique et du MBA de HEC, il a été directeur général de Bouygues Telecom et PDG des sociétés Noos et Infogrames. Le chiffre d'affaires 2008 est en croissance de 0,4 % à 650 millions d'euros. Le groupe détient des activités de presse gratuite d'annonces en France et à l'étranger (Top-Annonces, Logic-Immo, La Centrale, leboncoin.fr...) ainsi que des activités de distribution de colis, de catalogues, d'imprimés... Il possède également 25 % du quotidien gratuit d'information 20 Minutes.

Faits divers
- En Île-de-France, vingt-et-une personnes sont hospitalisées dans un état grave à la suite de la prise d'un mélange toxique de drogue en Seine-Saint-Denis et dans le Val-d'Oise. Selon la Direction générale de la santé, « il s'agirait d'une héroïne fortement dosée ou contenant un produit particulièrement toxique », des analyses du produit sont en cours. Selon la préfecture de Seine-Saint-Denis, les toxicomanes « ont probablement acheté » le produit « dans des cités de Pierrefitte-sur-Seine et Stains », là où ont été signalés un grand nombre de cas.

### Mercredi21 janvier 2009
Politique
- Gouvernement :
  - Valérie Pécresse présente les propositions du gouvernement pour « simplifier radicalement le régime de propriété intellectuelle » afin que les brevets déposés par les laboratoires de recherche publics soient mieux valorisés. Pour les brevets des UMR (Unités mixtes de recherche), la ministre propose « le principe de mandataire unique, qui sera l'hébergeur, en l'occurrence l'université dans 80 % des cas [...] nous souhaitons que, désormais, un seul des copropriétaires soit chargé de la valorisation des brevets ».
  - Selon Yazid Sabeg, commissaire à la diversité et à l'égalité des chances, la France serait sur la voie de « l'apartheid » : « Aujourd'hui, on est en train de creuser un sillon qui nous conduit tout droit à l'apartheid : territorial, dans les têtes, social [...] C'est une évolution qui est très engagée", selon lui. "Ce n'est même plus le communautarisme [...] On est une société qui est en train de se fractionner. C'est un vrai trouble à l'ordre public [...] c'est un sujet dont il faut qu'on s'empare [...] La période qui s'ouvre est la dernière chance que nous ayons [...] Il y a eu des alertes : 1984, 1986, 1994, 2005. On est en train de créer une guerre civile sociale dans ce pays qui est peut-être en train de devenir une guerre communautaire demain ».
  - La présidente de l'Agence de l'environnement et de la maîtrise de l'énergie (ADEME), Chantal Jouanno, est nommée secrétaire d'État à l'Environnement en remplacement de Nathalie Kosciusko-Morizet.
- Les députés de l'opposition quitte l'hémicycle de l'Assemblée nationale jusqu'à nouvel ordre pour protester contre le déroulement de l'examen du texte sur la réforme du Parlement, laissant la seule majorité — UMP et Nouveau Centre — pour poursuivre l'examen du projet de loi organique et de son article 13, le plus controversé, avant une suspension de séance pour se réunir à huis clos. Cet article 13 prévoit notamment une durée maximale de débat pour tout projet de loi et précise que « les amendements déposés par les membres du Parlement peuvent être mis aux voix sans discussion ». La colère des députés PS a explosé quand la majorité UMP a voté la clôture prématurée de la discussion sur l'article, à la demande du président UMP de la commission des Lois, Jean-Luc Warsmann, alors que tous les élus PS inscrits n'avaient pas parlé. Dans un mouvement de protestation sans précédent les élus de gauche ont manifesté devant le perchoir en scandant « démocratie, démocratie », en chantant la Marseillaise et en demandant la démission du président UMP de l'Assemblée Bernard Accoyer. Deux anciens présidents PS de l'Assemblée nationale, Laurent Fabius et Henri Emmanuelli, ont ensuite pris la parole.

Économie
- La ministre de l'Économie, Christine Lagarde, rejette l'idée d'une baisse d'un point de la TVA proposée par le Parti socialiste dans son « contre plan de relance » : « Nous aurions pu baisser les taux de TVA d'un point, ou de deux comme nos voisins britanniques mais cette mesure n'a pas entraîné l'augmentation mécanique de la consommation [outre-manche, où on assiste] au contraire à son déclin manifeste [...] l'efficacité de cet outil est probablement tout à fait douteuse ».
- Le président de BNP Paribas Michel Pébereau estime les banques continuent de prêter mais qu'elles ne peuvent se substituer aux marchés pour assurer le financement des grandes entreprises : « Un certain nombre d'entreprises espèrent que les banques vont pouvoir augmenter le volume de leurs crédits. Ce ne serait pas possible de remplacer complètement les marchés [...] Une bonne partie du financement était assurée par les marchés, c'est-à-dire qu'elles émettaient "du papier" sur les marchés — des obligations, des certificats de trésorerie — qui étaient souscrits directement par des investisseurs [...] Cette partie du financement de l'économie s'est contractée de façon massive dans le monde donc ce besoin-là n'est plus correctement satisfait sur les marchés ».
- La Société générale table sur un résultat net de quelque 2 milliards d'euros sur l'ensemble de 2008, plus du double des 947 millions encaissé en 2007 qui avait été marquée par l'affaire Kerviel.
- Les sociétés Veolia Transport et RATP Développement annoncent la création d'une entreprise commune pour se développer en Asie, en particulier avec la Chine, la Corée du Sud et l'Inde. L'objectif est de devenir « l'un des leaders du transport urbain en Asie, avec l'ambition partagée d'atteindre une activité de 500 millions d'euros en 2013 ». Les contrats et sociétés existants seront apportés à la nouvelle société pour 100 millions d'euros de chiffre d'affaires par an en année pleine.
- Le marché français du DVD a reculé de 7,5 % en valeur et de 5,5 % en volume en 2008, diminuant de près d'un tiers en quatre ans, soit 600 millions d'euros. Le syndicat des éditeurs de DVD, plaide pour la mise en place de la « riposte graduée » pour lutter contre le piratage. Cependant le marché aurait profité des débuts encourageants des DVD Blu-ray dont les ventes ont été multipliées par quatre en 2008, alors que le marché de la vente et de la location dématérialisées (VOD) a dépassé les 50 millions d'euros en 2008 (contre 30 en 2007) et ne représente encore que 4 % du marché de la vidéo.
- Le groupe Etam (Etam, 1.2.3) annonce un chiffre d'affaires 2008 en baisse de 5,1 % à 969,4 M.€ et annonce la fermeture de ses magasins en Belgique (39 magasins), en Italie (10 magasins) et l'arrêt de son partenariat en Inde (43 magasins). Le groupe qui employait quelque 17 000 personnes fin 2008, conserve ses activités en France, en Chine, en Pologne, en Espagne et en Allemagne.

Société
- L'École de Management de Strasbourg lance le premier diplôme de finance islamique, une formation inédite en France, sanctionnée par un diplôme de niveau bac+5. Cette formation enseigne le droit et les techniques financières islamiques, notamment pour former des gestionnaires de fonds musulmans. Selon la direction, la création du cursus résulte du constat que «les institutions financières ainsi que les autorités de régulations sont et seront de plus en plus sollicitées par de nouveaux acteurs économiques ayant des aspirations éthiques et religieuses en matière de financement et d'investissement ».
- Selon un rapport publié par L'Express, 162 hôpitaux et cliniques sont exclus du classement officiel des performances des établissements de santé dans la lutte contre les infections nosocomiales, pour absence de suivi des malades opérés. Selon la ministre de la Santé, Roselyne Bachelot : « Ces hôpitaux sont exclus parce qu'ils ne se sont pas organisés pour surveiller si des infections surviennent à l'endroit où les patients ont été opérés [...] Nous ne les avons pas pris en traître. Cette exigence remonte à 2005. Les agences régionales de l'hospitalisation sont maintenant chargées d'identifier les difficultés que rencontrent ces établissements pour mettre en œuvre la surveillance [...] Avec son faible taux d'infections nosocomiales, la France se trouve dans le peloton de tête des pays européens ».
- Mort de la galeriste Dina Vierny (89 ans). D'origine juive, née en 1919 à Kichinev en Moldavie, elle quitte l'URSS en 1925 avec sa famille. Dans les années 1930, elle fut la muse du sculpteur Aristide Maillol et servi de modèle au sculpteur pour une série d'une vingtaine de statues exposées depuis plus de 40 ans dans le Jardin des Tuileries à Paris. Elle a créé en 1995 à Paris, le musée Maillol pour perpétuer l'œuvre de l'artiste d'origine catalane.

Faits divers
- La Cour d'appel confirme la condamnation de Jean-Marie Le Pen, président du Front national, à trois mois de prison avec sursis et à une amende de 10 000 euros pour ses propos tenus lors d'une interview donnée au journal Rivarol en janvier 2005 et tendant à minimiser les crimes commis par les nazis sous l'Occupation[25].
- Un cargo turc, le Gunay, qui avait appareillé de Fos-sur-Mer en direction de Livourne (Italie), s'est échoué, dans la nuit de mardi à mercredi, sur la pointe sud de l'îlot du Planier, un îlot rocheux entouré de récifs et situé à 4,2 milles nautiques au large de Marseille, d'où il venait de partir. Dix personnes se trouvaient à bord et la cargaison était composée de 3 000 tonnes de blé.
- Une polémique se développe avant la parution en librairie le 5 février prochain de deux ouvrages inédits de Roland Barthes, les Carnets du voyage en Chine (éd. Christian Bourgois) et le Journal de deuil (éd. Seuil), qui suscite la colère et la désapprobation de François Wahl, son ex-éditeur et ami. Selon ce dernier, ces écrits personnels et intimes n'étaient en aucun cas destinés à être publiés. Dans les Carnets du voyage en Chine, Barthes décrit son périple d'une dizaine de jours en Chine avec Philippe Sollers, Julia Kristeva, Marcelin Pleynet et François Wahl, alors que Le Journal de deuil regroupe des notes de l'auteur à la suite de la mort de sa mère, le 25 octobre 1977.

### Jeudi22 janvier 2009
Politique
- Le ministère de la Santé publie le cinquième palmarès annuel des bonnes pratiques dans la lutte contre les infections nosocomiale. L'hebdomadaire L'Express l'utilise pour dresser une liste noire sur laquelle figurent 162 hôpitaux et cliniques coupables d'une « absence de suivi des malades opérés ». Chaque année en France, 750 000 personnes, soit un patient sur 20, contractent une infection nosocomiale, et 4 000 en meurent[26].
- 400 salariés de Radio France internationale (RFI) sur 800 ont manifesté pour protester contre le « plan global de modernisation » annoncé par la direction, qui prévoit notamment la suppression de 206 emplois. RFI est dans une situation financière difficile, avec un déficit de 9 millions d'euros pour 2008.

Économie
- Le groupe France Télécom, maison mère de l'opérateur de télécommunication Orange, porte plainte contre Canal+ pour « abus de position dominante » devant le Conseil de la concurrence. Elle avait déjà porté plainte à la fin de l'année dernière, contre la chaîne cryptée lui reprochant d'avoir « abusé » des exclusivités conclues avec les chaînes thématiques, citant les accords de CanalSat avec plus de 60 chaînes. France Telecom accuse également la chaîne cryptée d'avoir multiplié les déclarations « dénigrantes » vis-à-vis de ses offres de télévision[27].

Faits divers
- Le Front national prononce la « suspension, dans l'attente de sa convocation devant la commission de discipline du mouvement » d'un de ses militants, Tanguy Deshayes, tête de liste du FN aux dernières élections municipales de Paris, qui a reconnu devant la justice avoir écrit l'une des lettres de menaces adressées à un jeune éleveur bio de Teilhet, Jean-Hugues Bourgeois, qui a fini par revendre sa ferme, écœuré par les attaques à son encontre[28].
- Brian Joubert remporte un troisième titre de champion d'Europe de patinage artistique à Helsinki.

### Vendredi23 janvier 2009
Faits divers
- Roger Karoutchi, secrétaire d'État aux relations avec le Parlement, est le premier ministre de l'histoire politique française à rendre publique son homosexualité, assurant n'être « ni dans la dissimulation ni dans l'ostentation ».
- La Cour de cassation décide de relancer une enquête conduite depuis dix ans à Créteil sur le rôle de l'État français dans la disparition de hautes personnalités cambodgiennes, en avril 1975, au moment de la prise de Phnom Penh par les Khmers rouges.

### Samedi24 janvier 2009
Politique
- Le ministre de l'Éducation Xavier Darcos est venu aux état-généraux de la Fédération indépendante et démocratique lycéenne à Paris pour « renouer » le dialogue avec les lycéens, répondant pendant une heure, après un discours d'introduction, aux questions parfois vives de la salle. Parmi les questions abordées : la réforme du lycée, « les classes surchargées », les « suppressions de postes », les moyens dans l'Éducation nationale, ou encore « l'angoisse de la jeunesse ».
- Conseil national de l'UMP à la Mutualité à Paris qui nomme son nouveau secrétaire général Xavier Bertrand pour réorganiser le parti majoritaire et le mettre en ordre de bataille pour les européennes de juin prochain. Parmi les nouveaux dirigeants du parti : Éric Besson, Nathalie Kosciusko-Morizet, Marc-Philippe Daubresse et Axel Poniatowski ont été élus secrétaires généraux adjoints, l'ancien premier ministre Jean-Pierre Raffarin est reconduit comme premier vice-président et trois vice-présidents sont adoubés : Brice Hortefeux, Michèle Alliot-Marie et Jean-Louis Borloo.

Culture
- Culturesfrance, organisme dépendant du ministère des Affaires étrangères, annonce une liste de 11 artistes et créateurs qui se sont « particulièrement illustrés » l'an passé pour leur action en faveur du rayonnement culturel de la France. Ils seront récompensés par le trophée « Créateurs sans frontières ». Parmi les primés figurent : les écrivains Édouard Glissant et Jean-Marie Gustave Le Clézio, l'actrice Marion Cotillard, la réalisatrice Agnès Varda, le producteur-réalisateur Luc Besson, l'artiste de variété Yael Naim, la chef d'entreprise Anne Lauvergeon, les chorégraphes Dominique Hervieu et José Montalvo, l'architecte Dominique Perrault et l'artiste plasticienne Annette Messager. En 2009, Culturesfrance, avec un budget de 30 millions d'euros, soutiendra plus de deux mille projets de promotion des artistes, des livres et du cinéma français à l'étranger dans quelque 150 pays[29].
- Le jury du 12e festival international du film de comédie de L'Alpe d'Huez, coprésidé par l'humoriste Élie Semoun et la comédienne Virginie Ledoyen, a décerné son grand prix au film La Première Étoile du réalisateur français Lucien Jean-Baptiste. Le prix du court-métrage a été décerné à Love is dead d'Éric Capitaine et le prix du Jury jeune à Tellement proches d'Éric Toledano et d'Olivier Nakache.

Climat
- La tempête Klaus frappe plusieurs pays du sud de l'Europe, dont le Sud-Ouest de la France. Des rafales de vent atteignant par endroits 200 kilomètres à l'heure causent d'importants dégâts dans les régions Aquitaine, Midi-Pyrénées, Languedoc-Roussillon, et dans une moindre mesure, dans le sud de Poitou-Charentes, en Limousin et en Auvergne. 31 personnes, dont 12 en France, décèdent des suites de cette tempête[30].

### Dimanche25 janvier 2009
Politique
- Selon la nouvelle secrétaire d'État à l'Écologie, Chantal Jouanno, nommée en remplacement de Nathalie Kosciusko-Morizet, la tempête qui a touché le Sud-Ouest de la France a eu des « conséquences dramatiques » pour les forêts, en particulier le massif des Landes : « Les vents constatés ont été aussi forts qu'en 1999. Mais en raison des pluies des derniers jours, les sols sont détrempés et les arbres sont encore plus vulnérables au vent [...] Le massif forestier landais (1 million d'ha) est particulièrement touché. Il semble que les dégâts ne soient pas limités à des couloirs comme en 1999 et que des grandes zones aient été impactées ». Selon Météo-France : « Cette tempête s'est avérée aussi intense et même plus violente mais la différence notable est qu'hier seules trois régions ont été touchées alors qu'en 1999, pratiquement toutes les régions avaient été balayées. » Des dégâts ont été également constatés dans les vallées de l'Adour, de la Garonne, de la Charente et de certains affluents. Selon une première estimation communiquée par la préfecture des Landes, quelque 300 000 hectares de la forêt d'Aquitaine, sur un total d'un million, ont été touchés par la tempête.
- Le président Nicolas Sarkozy estime que grâce aux leçons de 1999 il y a eu « beaucoup plus de réactivité, moins de victimes, plus d'efficacité » : « Franchement les fonctionnaires de l'État et des collectivités territoriales ont fait un travail remarquable. Ce qui me satisfait dans ce drame c'est que les leçons de 1999 ont été tirées : beaucoup plus de réactivité, moins de victimes, plus d'efficacité [... c'est] le travail remarquable de Météo France qui a permis de prévenir les populations et devait mettre en alerte rouge presque 14 heures avant que le drame n'arrive, ce qui fait que, à la minute à laquelle je vous parle, nous avons à déplorer quatre morts. C'est une tragédie bien sûr mais en 1999 on en avait eu 92 [...] La priorité aujourd'hui est de rétablir l'électricité le plus vite possible. En 1999, il avait fallu trois semaines, là nous espérons que dans une petite semaine tout le monde sera raccordé [...] On va essayer de faire en sorte que tout le bois qui est à terre ne soit pas perdu. »
- Le Conseil représentatif des associations noires salue les nominations au CSA de la journaliste antillaise Christine Kelly et du métis Emmanuel Gabla, qui « confirment la volonté du pouvoir d'inscrire l'exigence de diversité dans les hautes instances de l'État », mais selon le CRAN, ces nominations « contrastent singulièrement avec l'absence totale de diversité parmi les 9 plus hauts dirigeants de l'UMP et demande à l'UMP de ne pas s'exonérer de ses responsabilités en matière de diversité, et de lutter contre les discriminations prioritairement dans ses propres instances. »

Faits divers
- Décès du chanteur et guitariste Gérard Blanc (61 ans), mort subitement d'une hémorragie dans la nuit du samedi au dimanche. Il s'était fait connaître avec le groupe Martin Circus dans les années 1970. Il a connu deux grands succès Je m'éclate au Sénégal et Une autre histoire.

### Lundi26 janvier 2009
Politique
- Les Verts estiment que « le recul des libertés publiques continue à un rythme effréné » en France et se disent « très inquiets de ce recul des libertés publiques, à une vitesse sans précédent, et qui menace une frange de plus en plus large des citoyens » : « C'est à la liberté de manifester que s'attaque le gouvernement après la restriction du droit de grève, le fichage ADN généralisé, le fichage des militants associatifs et politiques [...] le muselage de l'opposition par la réforme du parlement [...] Il semblerait que le gouvernement ait choisi la politique du pire, museler de plus en plus brutalement toutes les expressions de mécontentement, quitte à les exacerber le gouvernement essaie surtout de stigmatiser des groupes marginaux ou minoritaires, mais ne nous y trompons pas : si nous laissons faire, chacun de nous pourra bientôt se retrouver victime arbitraire de cette répression »[31].

Économie
- Le groupe bancaire BNP Paribas annonce un bénéfice net 2008 estimé à environ 3 milliards d'euros, contre 7,8 milliards d'euros, et un renforcement de ses fonds propres en émettant des actions de préférence sans droit de vote pour un montant de 5,1 milliards d'euros, ce qui devrait porter son ratio de solvabilité aux environs de 8 %. Invoquant « des mouvements exceptionnellement violents sur les marchés de capitaux, en particulier sur les marchés boursiers », elle indique que son pôle de banque de financement et d'investissement devrait perdre environ 2 milliards d'euros au dernier trimestre, de ce fait la banque a connu sa première perte trimestrielle depuis 10 ans avec 1,4 milliard.
- Le secteur de l'assurance a connu un chiffre d'affaires 2008 en fort recul à -6,2 après une première baisse de 0,9 % en 2007 qui avait suivi trois années de forte progression (+ 11,3 % en 2004, + 11,2 % en 2005 et + 12,1 % en 2006). Cette baisse résulte de la diminution des cotisations en assurances de personnes (- 8,2 %) particulièrement en assurance-vie - 6,2 %[32].
- La baisse du nombre de travailleurs intérimaires atteint 25 % en janvier 2009 par rapport en janvier 2008 et la détérioration est continue (- 14 % en octobre). L'intérim est considéré comme un indicateur avancé de l'évolution du marché du travail. Il révèle une reprise imminente de l'embauche stable ou une incertitude des entreprises sur la poursuite de leurs activités, et lorsqu'il baisse, cela souligne une détérioration.
- Selon Les Échos Le gouvernement s'apprête à débloquer 5 milliards d'euros pour soutenir les ventes de l'avionneur européen Airbus affecté par la crise mondiale du crédit. L'objectif est de « trouver des crédits relais pour empêcher les compagnies aériennes de se désister en invoquant la difficulté à lever des fonds », en injectant 5 milliards d'euros par le biais de la Société de financement de l'économie française (SFEF), une structure créée en octobre 2008 pour fluidifier la circulation de l'argent. Celle-ci est détenue aux deux tiers par sept banques françaises, le solde appartenant à l'État français[33].

Faits divers
- Quelque 250 personnes, enfants et adultes, qui assistaient à un concert du chœur des « Petits Chanteurs à la Croix de Bois » dans l'église Saint-Christophe de Phalempin, au sud de Lille, ont dû être évacuées et au moins 28 personnes hospitalisées, après avoir été intoxiquées au monoxyde de carbone. Le chauffage fonctionnait depuis le milieu de l'après-midi, alors que l'église ne dispose pas d'aération, ni de ventilation.

### Mardi27 janvier 2009
Politique
- Le ministre du Budget, Éric Woerth condamne les personnes qui s'apprêtent à suivre la grève interprofessionnelle de jeudi, estimant que plutôt que de manifester, les mécontents devraient « se serrer les coudes » et « se remonter un tout petit peu les manches » : « Il y a d'autres moyens pour se faire entendre [...] On ferait mieux de se serrer un peu les coudes [...] Qu'ils se démènent, [...] qu'ils bougent, qu'ils ne le fassent pas nécessairement uniquement en défilant ou en râlant! [...] Qu'ils deviennent un acteur de la sortie de crise. Et devenir un acteur de la sortie de crise, c'est quand même me semble-t-il se remonter un tout petit peu les manches et se mettre à travailler plutôt à l'unité du pays [...] Je trouve qu'il y a d'autres moyens de le dire que de descendre dans la rue un peu traditionnellement comme on le fait depuis 30 ou 40 ans en France avec les mêmes banderoles [...] bloquer un pays, faire en sorte que les transports ne fonctionnent pas, ennuyer les gens quand ils sont encore extraordinairement craintifs et qu'ils ont peur de l'avenir, c'est rajouter de la peur à la peur, de la crainte à la crainte ».
- Les députés ont adopté par 301 voix contre 37 en première lecture le projet de loi organique réformant la procédure législative, qui avait provoqué la semaine dernière une grave crise au Palais-Bourbon. Les socialistes se sont abstenus ainsi que 34 députés UMP.
- Dans une interview sur RTL, Ségolène Royal déclare : « J'en ai marre de voir les banques continuer comme si de rien n’était à pratiquer des intérêts à 18 % pour des familles qui ont besoin d’acheter une voiture, de déménager, de vivre les banques ont été renflouées par le contribuable c'est donc à l'État de fixer des règles. Pourquoi est-ce qu'en France il n'y a pas des règles en contrepartie de l'injection des fonds publics dans les banques ? Alors qu'on sait que la crise financière est née du surendettement des ménages aux États-Unis ».
- Le Parti socialiste signe l'appel fondateur du Réseau éducation sans frontières (RESF), en faveur de la régularisation des élèves et parents d'élèves « sans-papier », dénonçant comme des « gestes d'inhumanité délibérée » du gouvernement, « les intrusions policières au sein des écoles, les arrestations injustifiées de parents, les séparations forcées et traumatisantes des enfants et de leurs parents, l'isolement des enfants dans des zones d'attente avant expulsion ».

Économie
- Le gouvernement attribue un plan de soutien temporaire et spécifique de 5 milliards d'euros aux exportations aéronautiques, car des grandes compagnies aériennes, grands clients d'Airbus « ne trouvent pas aujourd'hui de financement auprès des banques », parce que celles-ci manquent de liquidités et en particulier en dollar.
- Selon le ministère de l'Écologie, le nombre de mises en chantier de logements neufs en France a reculé de 15,7 % en 2008 (368 609 logements) par rapport à 2007 (437 086 logements) et le nombre de permis de construire s'est replié de 16,7 %. Les baisses les plus importantes sont constatées en Haute-Normandie (- 38,8 %), en Bourgogne (- 32,7 %), dans les Pays de la Loire (-28,1 %), en Midi-Pyrénées (-25,7 %), dans le Limousin (-24,9 %) et en Provence-Côte d'Azur (-19,5 %).
- Selon l'INSEE, le nombre de créations d'entreprises a atteint un nouveau record en France en 2008 avec 327 396, progressant de 1,8 % par rapport à 2007, « les secteurs qui contribuent le plus à cette baisse sont la construction, le commerce et les services aux entreprises ».

Faits divers
- Fusillade dans les quartiers Nord de Marseille, 3 gitans sont tués et deux autres sont blessés. Un pain de 250 g de cannabis est retrouvé à proximité de leur voiture.
- Le site Web de recherche d'emploi Monster.com annonce avoir été victime pour la deuxième fois d'une vaste attaque de pirates informatiques ayant conduit aux vols de données personnelles d'utilisateurs dont les identifiants et les mots de passe, les adresses électroniques, les noms, les numéros de téléphone et certaines autres données démographiques de base, mais pas aux CV, aux numéros de sécurité sociale et aux données financières des utilisateurs[34].

### Mercredi28 janvier 2009
Politique
- Le premier ministre François Fillon annonce, à la tribune de l'Assemblée nationale, le retrait de plus de 2 000 des 13 000 soldats engagés dans des « opérations extérieures » dont « au moins » 1 000 des 1 650 soldats français engagés sous les couleurs de l'Union européenne au Tchad et en République centrafricaine.

Économie
- McDonald's France annonce un chiffre d'affaires 2008 en progression de 11,2 %, à 3,3 milliards d'euros et envisage une progression comparable en 2009. Les prix pratiqués, la rénovation des restaurants, les efforts sur la qualité de la nutrition, l'ouverture de 29 nouveaux restaurants sont présentés comme les secrets de la réussite de la chaîne de restauration rapide. Fin 2008, la société gérait en France 1 134 établissements et 55 000 salariés.
- Le fabricant franco-italien de semi-conducteurs, STMicroelectronics, annonce un recul de 25 à 40 % de son chiffre d'affaires du premier trimestre 2009 par rapport au premier trimestre 2008. Il annonce une réduction de ses coûts de plus de 700 millions de dollars et la suppression de 4 500 postes dans le monde.

### Jeudi29 janvier 2009
Politique
- Journée de mobilisation contre la politique économique et sociale du gouvernement à l'appel des syndicats et des partis politiques de gauche. Le ministère de l'intérieur a comptabilisé 1,08 million de manifestants dans 195 cortèges recensées, alors que les syndicats ont annoncé 2,5 millions de manifestants. Des échauffourées violentes, entre manifestants autonomes et forces de l'ordre, ont éclaté place de l'Opéra à Paris, vers 19H00, lors de la dispersion de la manifestation. Au moins une douzaine d'interpellations ont eu lieu et les vitres d'une banque ont été brisées[35].
- Grève dans l'enseignement, suivie par 36,82 % des enseignants en moyenne, selon le ministère de l'Éducation nationale qui indique 47,92 % de grévistes enseignants dans le primaire, 32,04 % dans les collèges, 24,18 % dans les lycées d'enseignement professionnel et 24,24 % dans les lycées d'enseignement général et technologique. Par ailleurs, 22,42 % des personnels non-enseignants (ATOSS) avaient également cessé le travail, et seules 15 % des communes n'ont pas mis en place le service minimum d'accueil (SMA) des élèves, dont 25 à 30 % dans les grandes villes de France.

Économie
- Selon le ministère de l'économie dans son rapport sur la détaxation des heures supplémentaires, instaurée par la loi TEPA et effective depuis le 1er octobre 2007, le volume d'heures supplémentaires effectuées par les salariés du secteur agricole et non agricole « se situerait aux alentours de 750 millions en 2008 et concernerait environ 5,5 millions de salariés ». Un chiffre difficilement comparable aux années précédentes, faute d'études similaires, mais pas aussi élevé qu'attendu.
- Le groupe Thomson annonce la prochaine cession d'« activités non stratégiques » représentant environ un milliard d'euros de chiffres d'affaires, notamment la société Grass Valley, qui fabrique du matériel d'équipement vidéo professionnel. La dette de Thomson a atteint un niveau record de 2,1 milliards d'euros fin 2008, et un chiffre d'affaires 2008 en recul de 12,7 %, à 4,839 milliards d'euros.
- Le président Nicolas Sarkozy « confirme le lancement de la réalisation d'une deuxième centrale nucléaire de type EPR » (European Pressurized Reactor) de nouvelle génération en France. La réalisation est confiée à EDF en association avec GDF Suez et sera construit à Penly (Seine-Maritime).

Faits divers
- Dans une interview donnée au magazine brésilien Istoe, l'ex-activiste italien d'extrême gauche Cesare Battisti affirme que des membres des services secrets et d'autres fonctionnaires français l'ont aidé en 2004 à fuir la France pour se réfugier au Brésil[36].
- Renvoi devant la Cour d'assise de Lille du pédomane et violeur multirécidiviste, Francis Evrard (62 ans)[37].
- Un incendie volontaire endommage le système de signalisation sur la voie de TGV à La Garde-Adhémar (Drôme) et détruit les fibres optiques qui servent à transmettre aux conducteurs les consignes de circulation.
- Mort du réalisateur François Villiers (88 ans), auteur d'une douzaine de films et de séries télévisées dont Les Chevaliers du ciel. Il était le frère du comédien Jean-Pierre Aumont.

### Vendredi30 janvier 2009
Politique
- Le porte-parole de l'UMP, Frédéric Lefebvre, estime que la France « a donné le visage d'une démocratie apaisée » lors des grèves et manifestations de jeudi, « les gens ont pu exprimer leurs inquiétudes, leurs revendications et en même temps le pays n'était pas bloqué et finalement je pense que c'est ça la bonne formule », où « le brouhaha » de la gauche « n'a pas réussi à masquer le vrai message des Français ». « Le brouhaha qu'ont fait un certain nombre de partis, le PS ou les partis d'extrême gauche, qui eux cherchent à surfer sur les difficultés des Français pour se refaire une santé, n'a pas réussi à masquer le vrai message des Français » qui sont « inquiets ».
- Le président brésilien Luiz Inacio Lula da Silva reçoit l'ancienne candidate socialiste à la présidentielle, Ségolène Royal, venue à Belem prendre part au Forum social mondial et fait devant elle l'éloge de Nicolas Sarkozy, estimant que sa relation avec lui « était très bonne » et qu'il « avait apporté une nouvelle dynamique dans les relations France-Brésil ». Il s'est félicité du partenariat stratégique en matière de défense conclu entre la France et le Brésil en décembre dernier à l'occasion de la visite de Nicolas Sarkozy.

Économie
- Le groupe bancaire franco-belge Dexia, secouru fin septembre par les gouvernements français, belge et luxembourgeois en pleine tempête financière, a annonce une perte nette 2008 estimée à 3 milliards d'euros et une réduction d'effectifs de la suppression de quelque 900 emplois sur les 36 500 du groupe. Dexia a par ailleurs proposé la suppression, à titre exceptionnel, des dividendes et des bonus des dirigeants pour 2008.

Affaires diverses
- Éclatement à Marseille d'une importante affaire d'escroquerie aux subventions pour associations. Huit personnes sont mises en examen pour « faux, usage de faux, abus de confiance et détournement de fonds publics » pour avoir détourné les subventions allouées à des associations faussement domiciliées dans les quartiers nord de Marseille. Le préjudice en cours d'évaluation, pourrait atteindre 300 000 euros en provenance de subventions du conseil régional Provence-Alpes-Côte d'Azur et du conseil général des Bouches-du-Rhône. Un collaborateur du groupe socialiste du conseil régional est mis en examen dans ce dossier[38].
- Deux journalistes femme de France 3 ont été agressées à la Ville-du-Bois (Essonne), où elles s'étaient rendues pour tourner des images du pavillon de Serge Lepage, une figure du grand banditisme tuée par balle la veille au soir. Elles ont été prises à partie par une demi-douzaine de personnes, hommes et femmes. Leur caméra a été détruite.
- Première judiciaire : Le tribunal administratif a considéré que l'État était responsable du meurtre de Pascale Escarfail commis dans la nuit du 24 au 25 janvier 1991, en raison du fait que Guy Georges, dit « le tueur de l'Est parisien », bénéficiait alors d'un régime de semi-liberté. De ce fait, l'État français devra verser 210 000 euros d'indemnités aux proches de la victime du tueur en série condamné à perpétuité en avril 2001. Ce jugement constitue la première condamnation de ce type et pourrait avoir des conséquences sur le régime de semi-liberté, un aménagement de peine qui est favorisé actuellement sur instructions du ministère.

### Samedi31 janvier 2009
Politique
- Le Parti de Gauche de Jean-Luc Mélenchon qui tient pendant deux jours son congrès fondateur à Limeil-Brévannes (Val-de-Marne), propose un « plan d'urgence » de 29 propositions pour lutter contre la crise. Le plan d'un coût de 100 milliards d'euros sur deux ans, comprend une « rénovation écologique du parc de logements sociaux » et une « mise en chantier de 300 000 logements sociaux par an ».

Économie
- Le taux de rémunération du livret A, fixé à 4,0 % depuis le 1er août 2008, va descendre à 2,5 % à compter du 1er février 2009. Cette décision s'écarte donc de la règle de calcul automatique, instaurée pour éviter les interférences politiques et qui aurait voulu que le taux soit réduit automatiquement à 2 %, conséquence du recul rapide de l'inflation retombée en décembre 2008 à 1 %. Ce taux va aussi à l'encontre du souhait du premier ministre, François Fillon et du ministère des Finances, partisans de l'orthodoxie budgétaire et qui plaidaient pour une réduction à 2 % du produit d'épargne défiscalisé préféré de 46 millions de Français.

Faits divers
- Quelque 1 200 personnes, ont manifesté à Paris en soutien à l'appel des comités de soutien à Julien Coupat, présenté comme le chef de la « cellule invisible » soupçonnée de sabotages de caténaires SNCF et seul détenu dans ce dossier après la libération de sa compagne Yldune Lévy le 16 janvier dernier. Julien Coupat est écroué depuis le 15 novembre, date de sa mise en examen pour « direction d'une association de malfaiteurs terroristes », chef d'accusation passible des assises. Sur les neuf personnes mises en examen dans ce dossier, proches de la mouvance qualifiée d'anarcho-autonome par la police, cinq d'entre elles sont soupçonnées d'avoir participé à des actes de malveillance ayant visé la SNCF[39]. Des échauffourées entre manifestants « anarchistes et anarcho-autonomes » et forces de l'ordre occasionnent huit blessés parmi les policiers dont deux gravement. Quinze manifestants ont été interpellés « en flagrant délit » pour tir de fusées, outrage à agents de la force publique ou détention de produits stupéfiants.